# Ankylosaurus magniventris
Ankylosaurus (Brown, 1908 - il cui nome dal greco significa letteralmente "lucertola fusa") è un genere estinto di dinosauro ornitischio tireoforo vissuto nel Cretaceo superiore, circa 70-65 milioni di anni fa (Maastrichtiano), in quella che oggi è il Nord America, il che lo rende uno degli ultimi dinosauri a comparire prima della grande estinzione dei dinosauri. Ankylosaurus fu descritto per la prima volta nel 1908, da parte del paleontologo Barnum Brown, e la specie tipo, A. magniventris, è l'unica specie ascritta al genere Ankylosaurus. Dalla sua scoperta, sono stati rinvenuti, solo una manciata di esemplari frammentari, ma non è mai stato ritrovato uno scheletro completo. Anche se la maggior parte dei membri di Ankylosauria sono rappresentati da materiali fossili ben più completi, Ankylosaurus è spesso considerato come l'archetipo del suo gruppo.
Con una lunghezza massima di 8,25 m (26,8 piedi), un'altezza di 2,3 m (8,6 piedi) e un peso di 6 tonnellate (13.000 lb), nonostante lo scarso materiale fossile, Ankylosaurus è ancora oggi considerato il genere più grande degli Ankylosauria. Il suo corpo ampio e robusto era sorretto da quattro corte ma robuste zampe, ed era ricoperto da una spessa corazza di osteodermi, disposti ad anelli che circondavano anche la regione del collo. La sua lunga coda corazzata finiva in una grossa mazza caudale fatta d'ossa fuse. La sua testa larga e bassa, disponeva di due piccole corna che diramavano all'indietro e un altro paio della stessa forma ma che invece puntavano verso il basso. La parte anteriore delle mascelle era coperta da un becco corneo, dotato di una fila di piccoli denti a forma di foglia. Le ossa del cranio erano fuse, il che dava maggiore resistenza alle ossa, tale caratteristica dà anche il nome al genere.
Ankylosaurus è un membro della famiglia degli Ankylosauridae, e i suoi parenti più stretti sembrano essere Anodontosaurus ed Euoplocephalus. A causa della sua imponente corazza, l'Ankylosaurus non doveva essere un animale molto veloce, quindi si pensa che fosse un animale lento, in grado di fare movimenti rapidi e scattanti solo in caso di necessità. Il suo muso largo e appiattito indica che era un erbivoro, poco selettivo, in grado di masticare e strappare qualunque tipo di vegetale. I seni e le cavità nasali erano eccezionalmente sviluppati il che indica uno sviluppatissimo senso dell'olfatto, oltre ad aver fatto supporre ai paleontologi che l'animale potesse emettere vari tipi di vocalizzazione. La grande mazza caudale posta alla fine della coda di Ankylosarus era probabilmente usata dall'animale in vita come arma di difesa e offesa contro i predatori o nei combattimenti intraspecifici. I fossili di questo animale sono stati ritrovati nelle formazioni Hell Creek, Lance e Scollard, ma in tutte le formazione sembra essere stato un animale piuttosto raro nel suo habitat. Anche se ha vissuto accanto ad un altro anchilosauride Edmontonia, pare che i due animali non siano mai entrati in competizione in quanto occupavano nicchie ecologiche differenti, infatti, l'anchilosauro sembra abbia abitato le zone più montane. Questo animale visse negli stessi luoghi e nello stesso periodo in cui vissero altri giganti come Tyrannosaurus, Triceratops e Edmontosaurus.

## Descrizione

Dimensioni dell'esemplare più piccolo (AMNH 5214) e dell'esemplare più grande (CMN 8880) noti

Ankylosaurus è il più grande dinosauro anchilosauride conosciuto, con una lunghezza massima di 8,25 m (27,1 piedi), una larghezza di 1,9 m (6,2 piedi) e un'altezza di 2,1 m (6,9 piedi) al livello dell'anca. Queste stime furono pubblicate dal paleontologo americano Kenneth Carpenter, sulla base del più grande cranio noto (NMC 8880), che misura circa 64,5 cm (25,4 pollici) di lunghezza e 74,5 cm (29,3 pollici) di larghezza. Il più piccolo cranio noto (AMNH 5214), invece, misura appena 55,5 cm (21,9 pollici) di lunghezza e 64,5 cm (25,4 pollici) di larghezza, per questo esemplare è stata stimata una lunghezza di circa 5,4 m (18 piedi) di lunghezza e circa 1,4 m (4,6 piedi) di altezza. Altri autori hanno proposto una lunghezza del corpo di circa 7 metri (23 piedi), o di 8–9 m (26–30 piedi), o più di 9 metri (30 piedi). Il peso dell'animale è invece stimato per circa 6 tonnellate (13.000 lb).
A causa degli scarsi resti frammentari, la struttura di gran parte dello scheletro di Ankylosaurus, che comprende il bacino, la parte centrale della coda e i piedi, è ancora sconosciuta. L'animale era senz'altro quadrupede, e gli arti posteriori erano più lunghi di quelli anteriori. La scapola e il coracoide (un osso rettangolare collegato all'estremità inferiore della scapola) dell'esemplare AMNH 5895 erano fusi e possedevano degli entesi (tessuto connettivo) per varie inserzioni muscolari. La scapola era lunga 61,5 cm (24,2 pollici). L'omero (osso del braccio superiore) era molto breve e ampio, e misurava circa 54 cm (21 pollici) di lunghezza, nell'esemplare AMNH 5214. Il femore (osso della coscia) era molto robusto, e misurava circa 67 cm (26 pollici) di lunghezza, nel campione AMNH 5214. Tuttavia i piedi dell'animale sono completamente sconosciuti, ma dal raffronto con animali affini i piedi posteriori probabilmente aveva solo tre dita.
Le vertebre cervicali del collo possedevano ampie spine neurali che aumentavano in altezza man mano che si avvicinavano al corpo. La parte anteriore delle spine neurali aveva entesi ben sviluppate, molto comuni tra i dinosauri adulti, il che indica la presenza di grandi legamenti che contribuivano a sostenere il peso della testa massiccia. Le vertebre dorsali della schiena avevano centra (o enti) piuttosto brevi rispetto alla loro larghezza, e le loro spine neurali erano corte e strette. Le vertebre dorsali erano strettamente distanziate, il che limitava il movimento della schiena verso il basso. Le spine neurali avevano tendini ossificati (trasformati in osso), che si sovrapponevano anche su alcune vertebre. Le nervature delle ultime quattro vertebre della schiena e la gabbia toracica erano molto ampie. Le costole mostrano varie cicatrici che mostrano l'attaccatura dei muscoli. Le vertebre caudali della coda avevano un centro leggermente amphicoelous, ossia erano concave su entrambi i lati. L'interbloccate processo articolare delle vertebre caudali avevano una vaga forma a V, quando visto dall'alto.

### Cranio

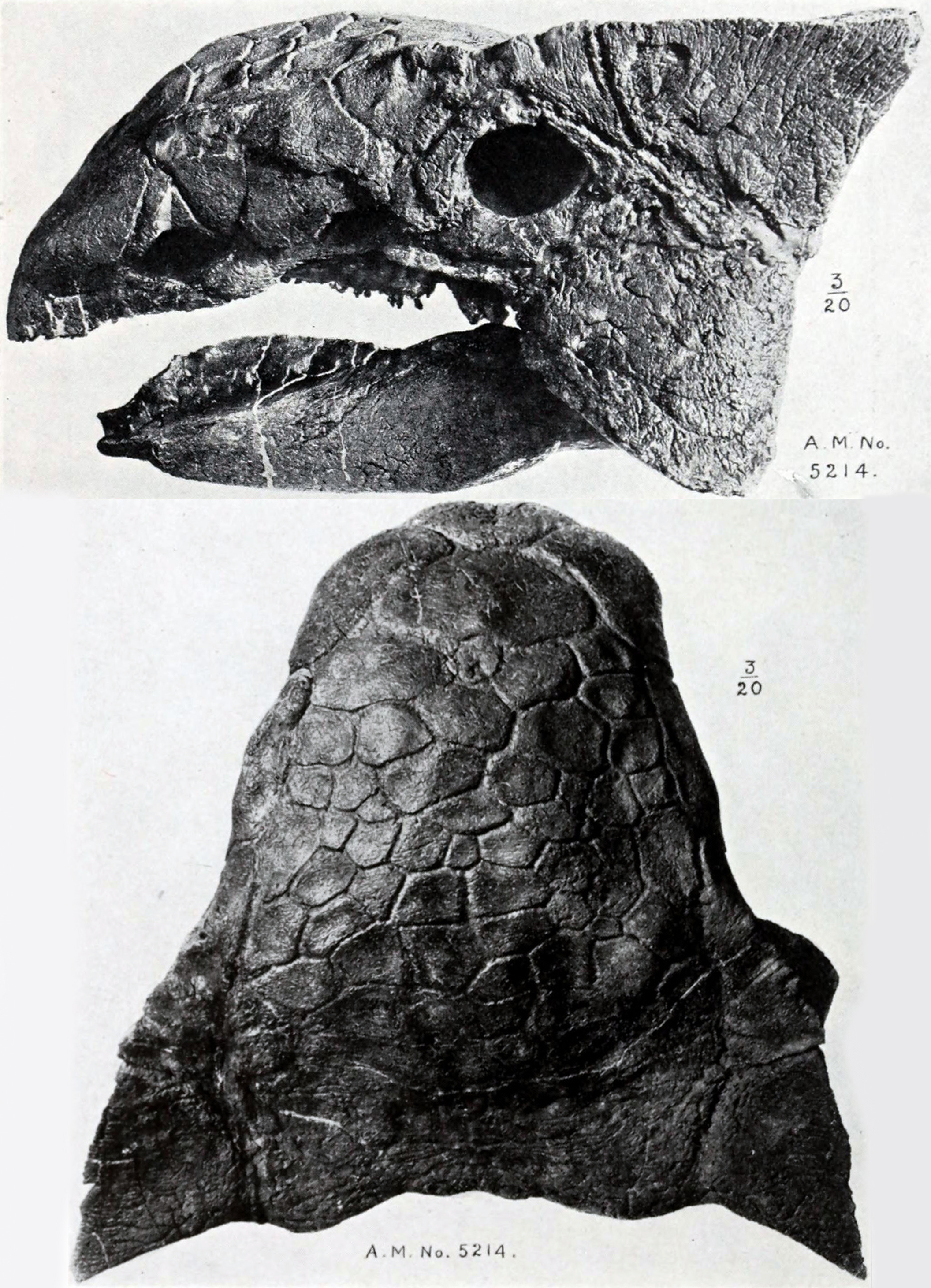
Cranio (AMNH 5214) in vista laterale e dall'alto

I tre crani noti di Ankylosaurus differiscono tra loro per varie caratteristiche; è pensiero comune che queste diverse caratteristiche siano il risultato della tafonomia (cambiamenti che avvengono durante il decadimento e la fossilizzazione dei resti) e di variazioni individuali. Il cranio era basso e di forma triangolare, più largo di quanto fosse lungo; la parte posteriore era, invece, larga e bassa. Il cranio presentava un ampio becco sulle premascella. Le orbite erano quasi rotonde o leggermente ovali e non erano rivolte direttamente a lato poiché il cranio si assottigliava verso la parte anteriore. La scatola cranica era corta e robusta, come negli altri ankylosaurini. Le creste sopra le orbite si erano fuse nelle corna squamosali superiori (la loro forma è stata descritta come "piramidale"), che puntavano all'indietro ai lati dal retro del cranio: la cresta e il corno erano probabilmente elementi separati originariamente, come osservato in generi correlati come Pinacosaurus ed Euoplocephalus, mentre sotto le corna superiori erano presenti le corna giugulari, che puntavano all'indietro. Si pensa che le corna fossero in origine osteodermi (piastre dell'armatura) che si sono fusi con il resto del cranio. Il motivo simile a scaglie presente sulla superficie dorsale del cranio (chiamato "caputegulae" negli anchilosauri) è il risultato del rimodellamento del cranio stesso che ha cancellato le suture tra gli elementi del cranio, comune negli anchilosauri adulti. Ogni cranio sembra avere un proprio schema caputegulae sul cranio, sebbene alcuni dettagli siano condivisi. L'Ankylosaurus possedeva anche una scaglia a forma di diamante (o esagonale) rostrale nella parte anteriore del muso tra le narici, due osteodermi squamosi sopra l'orbita e una cresta di scaglie nella parte posteriore del cranio.

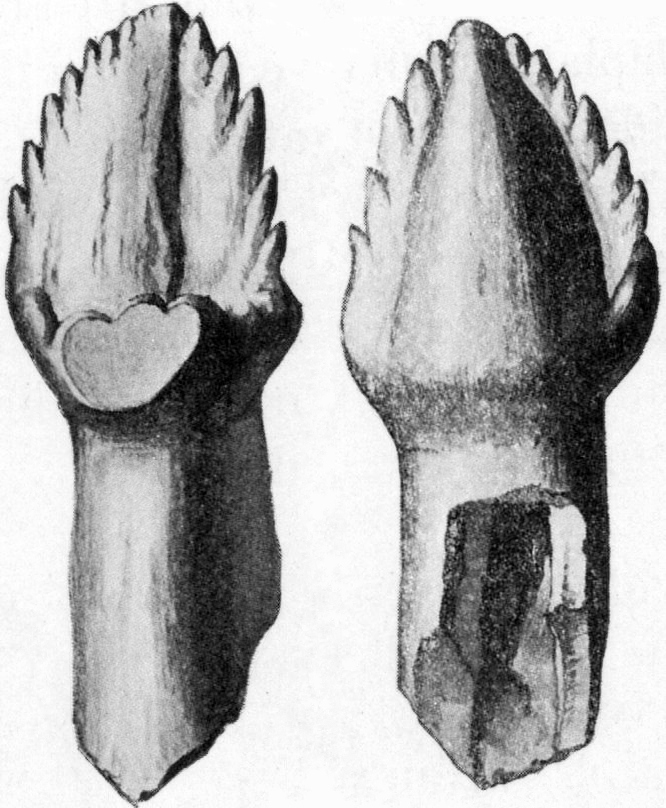
Dente dell'esemplare AMNH 5895, in vista interna ed esterna

La regione del muso di Ankylosaurus è unica tra gli anchilosauri e aveva subito una trasformazione "estrema" rispetto ai suoi parenti. Il muso era arcuato e troncato nella parte anteriore, e le narici erano ellittiche e dirette verso il basso e l'esterno, a differenza di tutti gli altri ankylosauridi conosciuti che le posseggono di fronte o in avanti obliquamente. Inoltre, le narici non erano visibili dal davanti poiché i seni paranasali erano espansi ai lati dell'osso premascellare, in misura maggiore rispetto a quanto osservato in altri anchilosauri. I grandi osteodermi del caputegolee - osteodermi laterali simili a cinghie del muso - coprivano completamente l'apertura allargata delle narici, dandogli un aspetto bulboso. Le narici avevano anche un setto intranarico, che separava il passaggio nasale dal seno. Ogni lato del muso aveva cinque seni, quattro dei quali si espandevano nell'osso mascellare. Le cavità nasali (o camere) di Ankylosaurus erano allungate e separate da un setto alla linea mediana, che divideva l'interno del muso in due metà specchiate. Il setto aveva due aperture, incluse le coane (narici interne).
Le mascelle si espandono ai lati, dando l'impressione di un rigonfiamento, che potrebbe essere dovuto ai seni all'interno. Le mascelle avevano una cresta che potrebbe rappresentare il punto d'attacco per le guance carnose; la presenza o meno delle guance negli ornitischi è piuttosto controversa, ma alcuni anchilosauri nodosauridi avevano placche d'armatura che coprivano la regione delle guance, che potrebbero essere state incorporate nella parte carnosa. Il campione AMNH 5214 possiede 34-35 alveoli dentali nella mascella e ha più denti di qualsiasi altro anchilosauride noto. Le file dei denti nelle mascelle di questo esemplare sono lunghe circa 20 centimetri (8 pollici). Ogni alveolo aveva un forame (apertura) vicino al suo lato dove si poteva intravedere un dente di ricambio.
Rispetto ad altri anchilosauri, la mandibola di Ankylosaurus era bassa in proporzione alla sua lunghezza e, vista di lato, la fila dei denti era quasi dritta invece che arcuata. L'unica mandibola completamente conservate è presente solo nel più piccolo esemplare (AMNH 5214) ed è lunga circa 41 centimetri (16 pollici). La mandibola incompleta del campione più grande (CMN 8880) ha la stessa lunghezza. L'esemplare AMNH 5214 possiede 35 alveoli dentali nel dentario sinistro e 36 in quello destro, per un totale di 71, il numero più alto conosciuto per qualsiasi altro anchilosauride. L'osso predentario della punta delle mandibole non è ancora stato ritrovato. La fila dei denti era relativamente breve. Come altri anchilosauri, l'Ankylosaurus aveva denti piccoli, a forma di foglia, che venivano compressi lateralmente. I denti erano per lo più alti di quanto fossero larghi, ed erano molto piccoli; le loro dimensioni in proporzione al cranio fanno intuire che le mascelle potessero ospitare più denti di altri ankylosaurini. I denti del più grande cranio di Ankylosaurus sono più piccoli di quelli del cranio più piccolo in senso assoluto. Gli ultimi denti delle file si piegavano all'indietro, e le corone dei denti erano di solito più piatte su un lato rispetto all'altro. I denti di Ankylosaurus sono diagnostici e possono essere distinti dai denti di altri anchilosauridi in base ai loro lati lisci. I denticoli erano grandi, e il loro numero variava da sei a otto sulla parte anteriore del dente e da cinque a sette nella parte posteriore.

### Scheletro

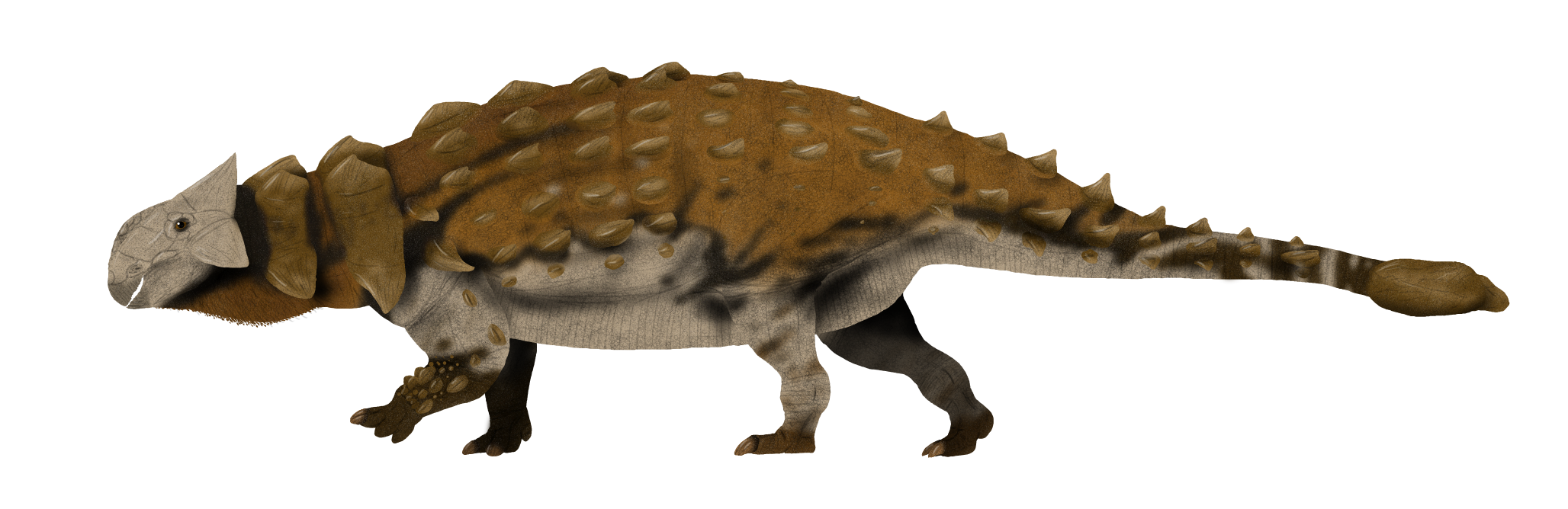
Ricostruzione artistica

La struttura di gran parte dello scheletro di Ankylosaurus, compresa la maggior parte del bacino, della coda e dei piedi, è ancora sconosciuta. Sulla base di specie correlate, sappiamo che l'animale era quadrupede e i suoi arti posteriori erano leggermente più lunghi di quelli anteriori. Nell'esemplare olotipico, la scapola misura 61,5 centimetri di lunghezza ed era fusa con la coracoide (un osso rettangolare collegato all'estremità inferiore della scapola). Aveva anche entesi (tessuto connettivo) per vari attacchi muscolari. L'omero dell'esemplare AMNH 5214 era corto, molto largo e lungo circa 54 centimetri. Il femore, anch'esso proveniente dall'esemplare AMNH 5214, era lungo 67 centimetri e molto robusto. Sebbene i piedi di Ankylosaurus siano conosciuti in modo incompleto, i piedi posteriori probabilmente avevano tre dita, come nel caso degli ankylosauridi più derivati.
Le vertebre cervicali avevano larghe spine neurali che aumentavano in altezza verso la parte centrale del corpo. La parte anteriore delle spine neurali aveva entesi ben sviluppate, cosa comune tra i dinosauri adulti, e indica la presenza di grandi legamenti, che aiutavano a sostenere la massiccia testa. Le vertebre dorsali avevano centri (o corpi) corti rispetto alla loro larghezza e le loro spine neurali erano corte e strette. Le vertebre dorsali erano strettamente distanziate, il che limitava il movimento verso il basso della schiena. Le spine neurali avevano tendini ossificati (trasformati in ossa), che si sovrapponevano anche ad alcune vertebre. Le costole delle ultime quattro vertebre posteriori erano fuse con le diapofisi e le parapofisi (le strutture che articolavano le costole con le vertebre) e la gabbia toracica era molto ampia in questa parte del corpo. Le vertebre caudali avevano centri leggermente anficoelosi, ossia erano concavi su entrambi i lati.

### Osteodermi

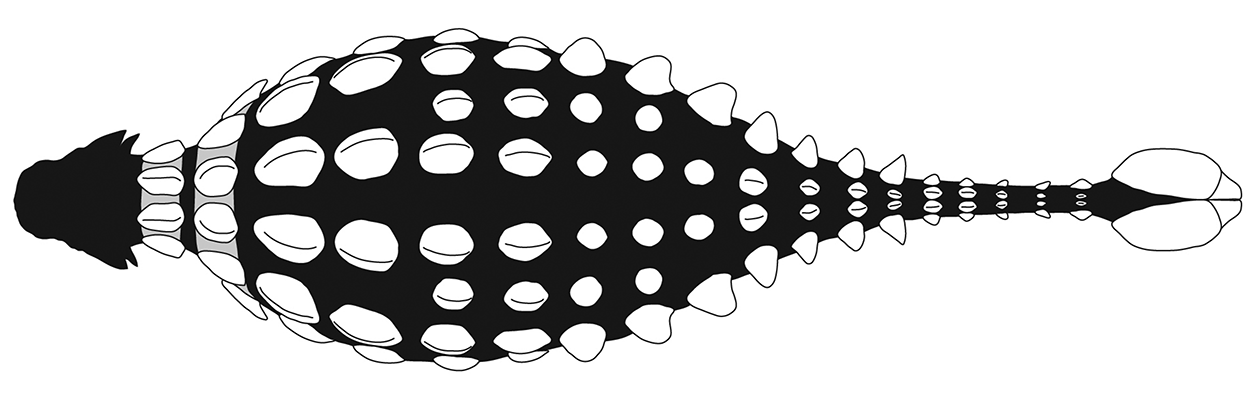
Assembramento degli osteodermi suggerito da Arbour & Mallon, 2017

Una caratteristica prominente dell'Ankylosaurus era la sua armatura, costituita da manopole e piastre ossee conosciute come osteodermi o scudi, incastonate nella sua pelle. Queste strutture non sono mai state ritrovate nella loro posizione originale, quindi la loro esatta collocazione sul corpo è sconosciuta, sebbene possano essere fatte congetture basandosi su animali correlati, per cui sono state proposte vari assembramenti. Gli osteodermi variavano da 1 centimetro (0,4 pollici) di diametro a 35,5 centimetri (14,0 pollici) di lunghezza e variavano di forma. Gli osteodermi dell'Ankylosaurus erano generalmente a parete sottile e scavati nella parte inferiore. Rispetto ad Euoplocephalus, gli osteodermi dell'Ankylosaurus erano più agevoli. Piccoli osteodermi e ossicini probabilmente occupavano lo spazio tra quelli più grandi. Gli osteodermi che coprivano il corpo erano molto piatti, sebbene con una chiglia bassa di margine. Al contrario, il nodosauride Edmontonia possedeva chiglie alte che si estendevano da un margine all'altro sulla linea mediana degli osteodermi. L'Ankylosaurus possedeva alcuni osteodermi più piccoli con una chiglia anche lungo la linea mediana del corpo.

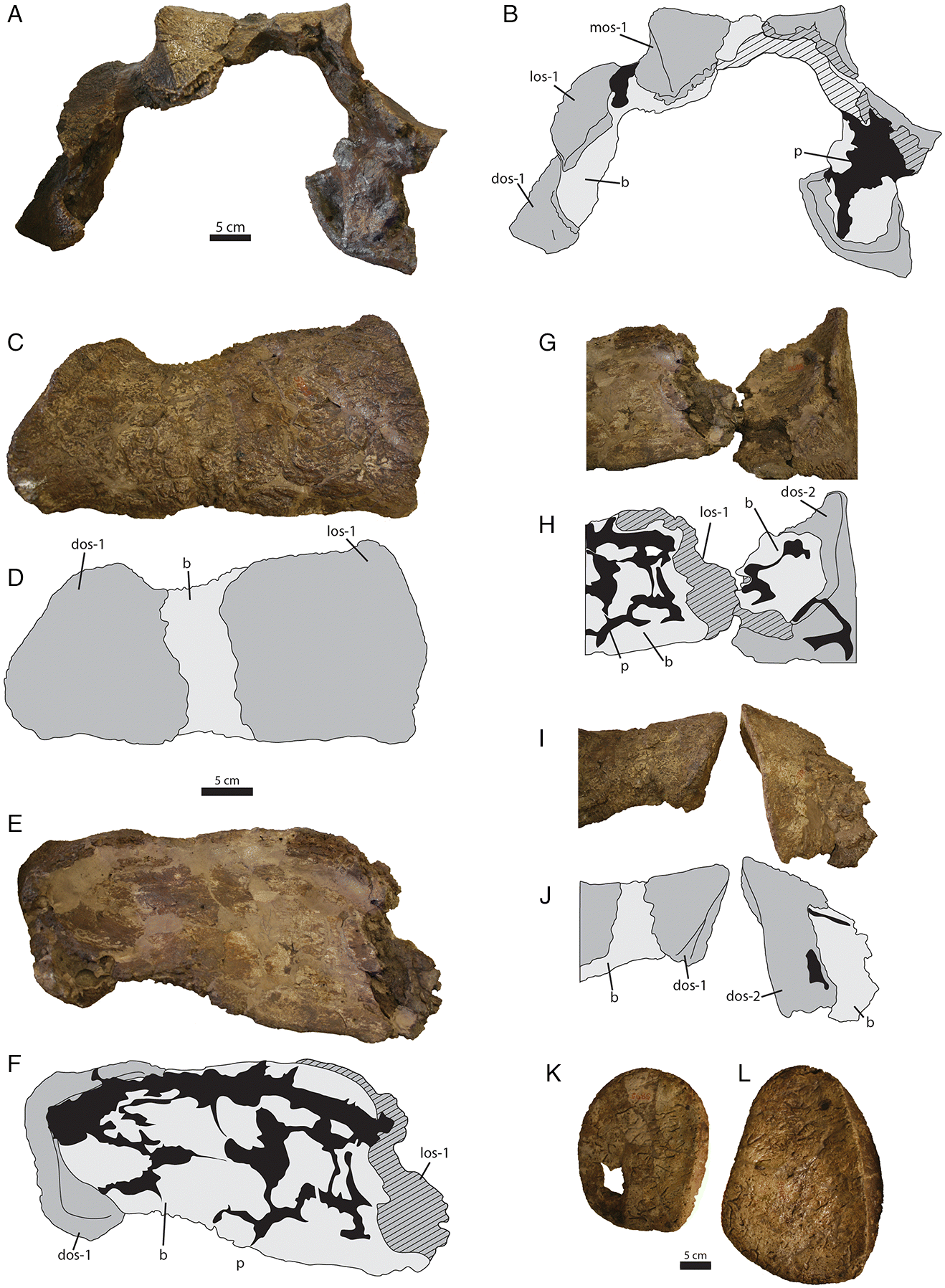
Semianello cervicale dal collo di Euoplocephalus (A-B) a confrontato con frammenti di semianello (C-J) di Ankylosaurus (AMNH 5895) e possibili osteodermi posteriori (K-L)

Come altri anchilosauridi, l'Ankylosaurus possedeva dei semianelli cervicali (placche di armatura sulla parte dorsale del collo), ma questi sono noti solo da frammenti, rendendo incerta la loro esatta disposizione. Carpenter ha suggerito che, viste dall'alto, le placche sarebbero state accoppiate, creando una forma a V rovesciata sul collo, con il vuoto della linea mediana probabilmente riempito di piccoli ossicini (scuti ossei rotondi) per consentire il movimento. Riteneva che la larghezza di questa cintura dell'armatura fosse troppo ampia per adattarsi unicamente al collo e che coprisse la base del collo e continuasse sulla regione delle spalle. Arbor e Philip J. Currie non sono d'accordo con l'interpretazione di Carpenter del 2015, e hanno sottolineato che i frammenti di semianelli cervicali del campione AMNH 5895 non si adattavano nel modo proposto da Carpenter (anche se ciò potrebbe essere dovuto alla loro natura frammentaria). Essi invece suggerito che i frammenti rappresentino i resti di due semianelli cervicali, che formano due piastre semicircolari armate intorno alla parte superiore del collo, come negli strettamente correlati Anodontosaurus e Euoplocephalus. Arbor e Mallon elaborarono questa idea, descrivendo la forma di questi semianelli come "a forma di U continui" sopra la parte superiore del collo, e suggerirono che l'Ankylosaurus avesse sei osteodermi chigliati con basi ovali su ogni semianello. Altri anchilosauridi hanno spesso molti osteodermi più piccoli che circondano quelli più grandi.
I primi osteodermi dietro il secondo semianello cervicale sarebbero stati di forma simile a quelli del semianello, e gli osteodermi sul dorso probabilmente diminuivano di diametro man mano che si allontanavano dal collo. Gli osteodermi più grandi erano probabilmente disposti in file trasversali e longitudinali su gran parte del corpo, con quattro o cinque file trasversali separate da pieghe nella pelle. Gli osteodermi sui fianchi avrebbero probabilmente avuto un contorno più quadrato rispetto a quelli sul retro. Potrebbero esserci state quattro file longitudinali di osteodermi sui fianchi. A differenza di alcuni ankylosauri basali e molti nodosauri, gli ankylosauridi non sembrano aver avuto scudi pelvici co-ossificati sopra i loro fianchi. Alcuni osteodermi senza chiglia potrebbero essere stati posizionati sopra la regione dell'anca di Ankylosaurus, come in Euoplocephalus.L'Ankylosaurus potrebbe aver avuto, in alternativa, tre o quattro file trasversali di osteodermi circolari sulla regione pelvica, che erano più piccole di quelle sul resto del corpo, come in Scolosaurus. Osteodermi triangolari più piccoli potevano essere presenti ai lati del bacino. Le placche appiattite e appuntite assomigliano a quelle sui lati della coda di Saichania. Gli osteodermi ovali con chiglie potrebbero essere stati posizionati sul lato superiore della coda o sul lato degli arti. Gli osteodermi triangolari compressi trovati con i campioni di Ankylosaurus potrebbero essere stati posizionati sui lati del bacino o della coda. Gli osteodermi di forma ovale, a chiglia e a forma di lacrima sono noti in Ankylosaurus e potrebbero essere stati posizionati sugli arti anteriori, come quelli noti da Pinacosaurus, ma non è noto se gli arti posteriori avessero osteodermi.

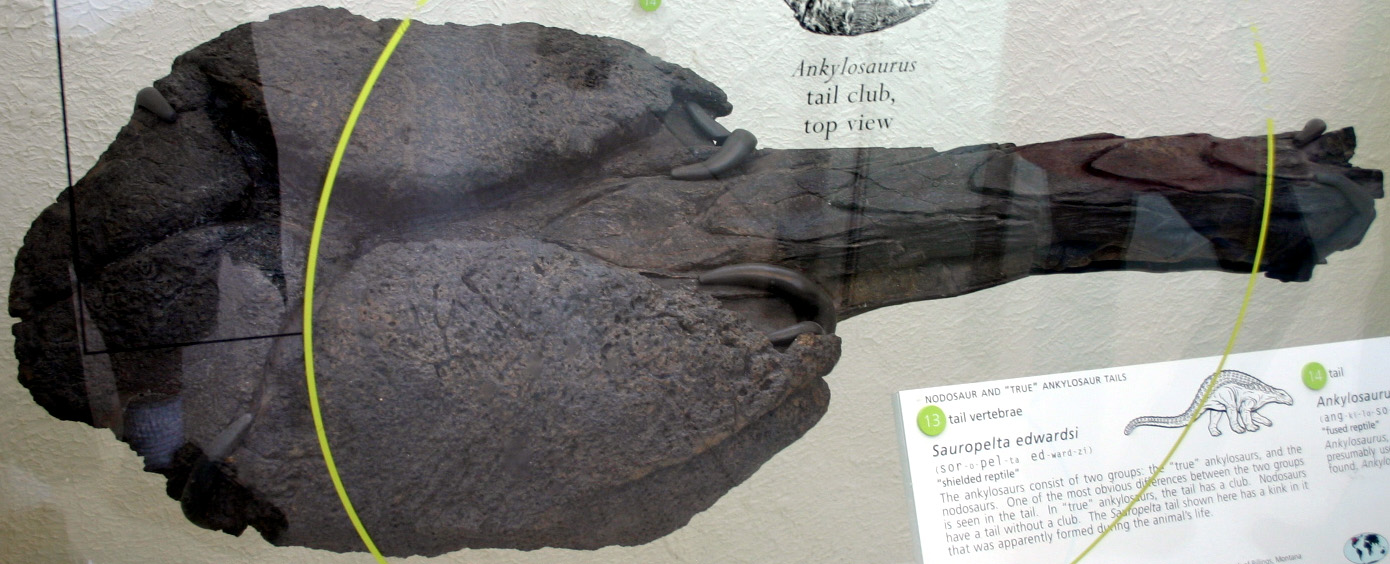
L'unica mazza caudale di Ankylosaurus conosciuta (AMNH 5214), American Museum of Natural History

La mazza caudale dell'Ankylosaurus era composta da due osteodermi più grandi, con una fila di osteodermi più piccoli sulla linea mediana e due piccoli osteodermi sulla punta; questi osteodermi oscuravano l'ultima vertebra caudale. Poiché la mazza caudale è nota da un solo esemplare, AMNH 5214, la gamma di variazioni tra gli individui è sconosciuta. La mazza caudale di AMNH 5214 è lungo 60 centimetri (24 pollici), larga 49 centimetri (19 pollici) e alta 19 centimetri (7 pollici). La mazza del campione più grande potrebbe aver raggiunto i 57 centimetri (22 pollici) di larghezza. La mazza caudale di Ankylosaurus era semicircolare quando visto dall'alto, simile a quella di Euoplocephalus e Scolosaurus, ma differente dalla mazza appuntita di Anodontosaurus o dalla mazza stretta e allungata di Dyoplosaurus. Le ultime sette vertebre della coda formavano un "manico" rigido e solido alla mazza. Queste vertebre erano in contatto, senza cartilagine tra di loro, e talvolta erano co-ossificate insieme, il che le rendeva rigide ed immobili. I tendini ossificati attaccati alle vertebre davanti alla mazza caudale, e queste caratteristiche insieme aiutavano la coda a rimanere rigida e immobile, rendendola anche più resistente. Le zigapofisi interconnesse (processi articolari) e le spine neurali delle vertebre del manico erano a forma di U se viste dall'alto, mentre quelle della maggior parte degli altri anchilosauridi sono a forma di V. Ciò può essere dovuto al fatto che il manico di Ankylosaurus era più ampio. Una larghezza maggiore potrebbe indicare che la coda dell'Ankylosaurus era più corta rispetto alla lunghezza del corpo, o che avesse le stesse proporzioni degli altri anchilosauridi ma con una mazza caudale più piccola.

## Classificazione

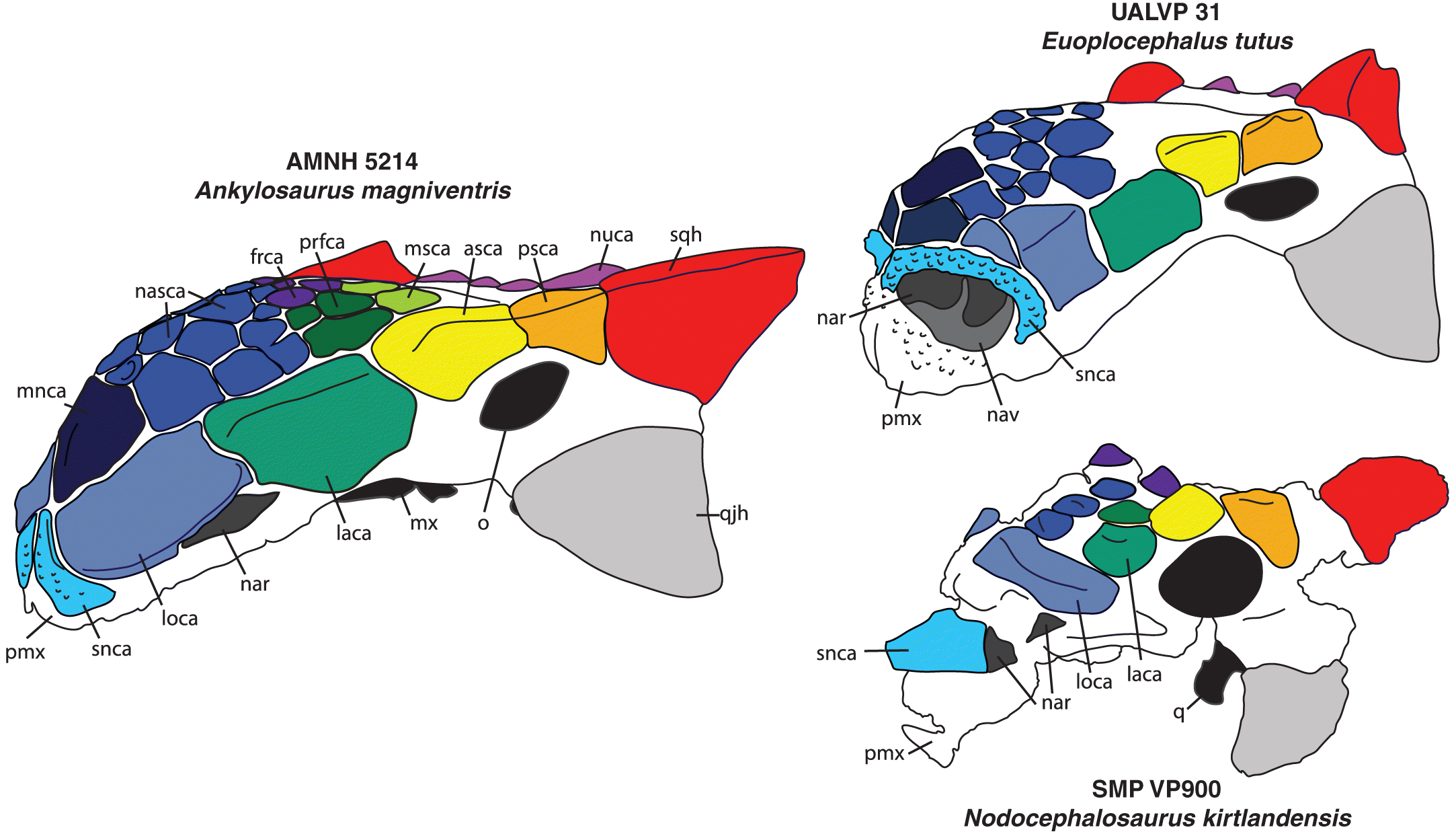
Crani degli ankylosaurini Ankylosaurus, Euoplocephalus e Nodocephalosaurus con le caputegulae codificate a colori (ornamenti cranici)

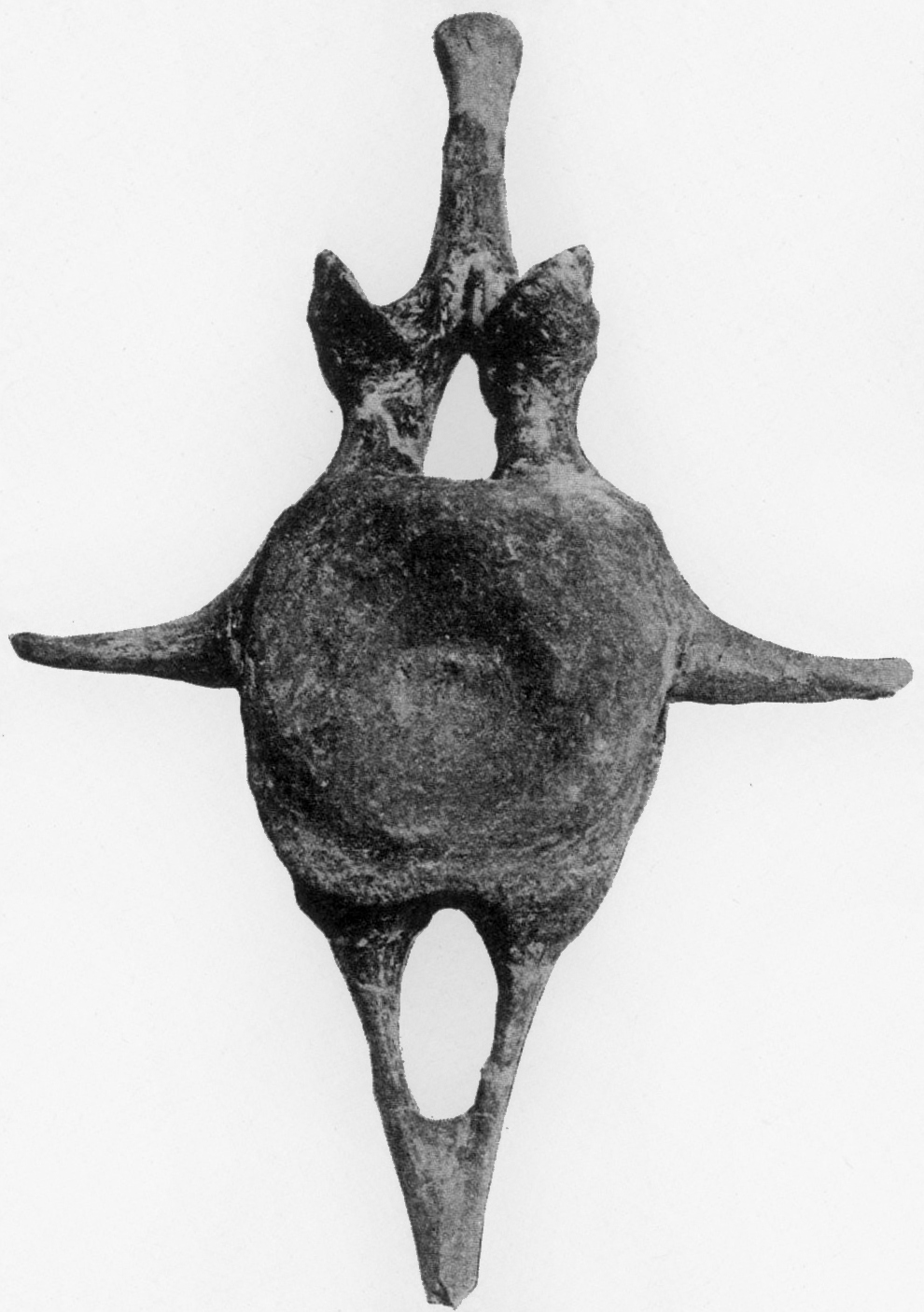
Vertebra caudale dalla coda dell'esemplare AMNH 5895

Brown considerava Ankylosaurus così distintivo da renderlo l'archetipo di una nuova famiglia, gli Ankylosauridae (i cui membri sono chiamati anchilosauridi), caratterizzati da enormi crani triangolari, colli corti, dorsi rigidi, corpi larghi e cosparsi di osteodermi. Egli assegnò a questa famiglia anche i generi Palaeoscincus (conosciuto solo dai denti) ed Euoplocephalus (noto solo da un cranio parziale e alcuni osteodermi). A causa della natura frammentaria dei resti, Brown non è stato in grado di distinguere completamente Euoplocephalus e Ankylosaurus. Avendo per confronto solo alcuni membri incompleti della famiglia, Brown credeva che il gruppo facesse parte del sottordine Stegosauria. Nel 1923, Osborn coniò il nome Ankylosauria (i cui membri sono chiamati anchilosauri), posizionando gli ankylosauridi in un proprio sottordine.
Ankylosauria e Stegosauria sono ora raggruppate all'interno del clade Thyreophora. Questo gruppo apparve per la prima volta nel Sinemuriano e sopravvisse per ben 135 milioni di anni fino a scomparire nel Maastrichtiano. Questi animali ebbero in breve un grande successo, diffondendosi e colonizzando una vasta gamma di ambienti. Man mano che esemplari più completi venivano scoperti, e nuovi generi venivano descritti, le teorie sull'interrelazione tra ankylosauri sono diventate sempre più complesse e le ipotesi sono spesso cambiate tra i vari studi. Oltre agli anchilosauridi, Ankylosauria è stata suddivisa anche nelle famiglie Nodosauridae e, talvolta, Polacanthidae (famiglie a cui mancavano le mazze caudali). L'Ankylosaurus è considerato parte della sottofamiglia Ankylosaurinae (i cui membri sono chiamati anchilosaurini) all'interno di Ankylosauridae. L'Ankylosaurus sembra essere strettamente imparentato con Anodontosaurus ed Euoplocephalus.
Il seguente cladogramma si basa su un'analisi filogenetica degli Ankylosaurinae, condotta da Arbor e Currie (2015):
|  | Saichania                                              |
|  |                                                        |
|  | \| \| Tarchia \| \| \| \| \| \| Zaraapelta \| \| \| \| |
|  |                                                        |
|  | Tarchia                                                |
|  |                                                        |
|  | Zaraapelta                                             |
|  |                                                        |

|  | Tarchia    |
|  |            |
|  | Zaraapelta |
|  |            |

|  | Talarurus         |
|  |                   |
|  | Nodocephalosaurus |
|  |                   |

|  | Ankylosaurus   |
|  |                |
|  | Anodontosaurus |
|  |                |

|  | Scolosaurus |
|  |             |
|  | Ziapelta    |
|  |             |

|  | Ankylosaurus   |
|  |                |
|  | Anodontosaurus |
|  |                |

|  | Scolosaurus |
|  |             |
|  | Ziapelta    |
|  |             |

|  | Talarurus         |
|  |                   |
|  | Nodocephalosaurus |
|  |                   |

|  | Ankylosaurus   |
|  |                |
|  | Anodontosaurus |
|  |                |

|  | Scolosaurus |
|  |             |
|  | Ziapelta    |
|  |             |

|  | Ankylosaurus   |
|  |                |
|  | Anodontosaurus |
|  |                |

|  | Scolosaurus |
|  |             |
|  | Ziapelta    |
|  |             |

|  | Talarurus         |
|  |                   |
|  | Nodocephalosaurus |
|  |                   |

|  | Ankylosaurus   |
|  |                |
|  | Anodontosaurus |
|  |                |

|  | Scolosaurus |
|  |             |
|  | Ziapelta    |
|  |             |

|  | Ankylosaurus   |
|  |                |
|  | Anodontosaurus |
|  |                |

|  | Scolosaurus |
|  |             |
|  | Ziapelta    |
|  |             |

|  | Talarurus         |
|  |                   |
|  | Nodocephalosaurus |
|  |                   |

|  | Ankylosaurus   |
|  |                |
|  | Anodontosaurus |
|  |                |

|  | Scolosaurus |
|  |             |
|  | Ziapelta    |
|  |             |

|  | Ankylosaurus   |
|  |                |
|  | Anodontosaurus |
|  |                |

|  | Scolosaurus |
|  |             |
|  | Ziapelta    |
|  |             |

|  | Saichania                                              |
|  |                                                        |
|  | \| \| Tarchia \| \| \| \| \| \| Zaraapelta \| \| \| \| |
|  |                                                        |
|  | Tarchia                                                |
|  |                                                        |
|  | Zaraapelta                                             |
|  |                                                        |

|  | Tarchia    |
|  |            |
|  | Zaraapelta |
|  |            |

|  | Talarurus         |
|  |                   |
|  | Nodocephalosaurus |
|  |                   |

|  | Ankylosaurus   |
|  |                |
|  | Anodontosaurus |
|  |                |

|  | Scolosaurus |
|  |             |
|  | Ziapelta    |
|  |             |

|  | Ankylosaurus   |
|  |                |
|  | Anodontosaurus |
|  |                |

|  | Scolosaurus |
|  |             |
|  | Ziapelta    |
|  |             |

|  | Talarurus         |
|  |                   |
|  | Nodocephalosaurus |
|  |                   |

|  | Ankylosaurus   |
|  |                |
|  | Anodontosaurus |
|  |                |

|  | Scolosaurus |
|  |             |
|  | Ziapelta    |
|  |             |

|  | Ankylosaurus   |
|  |                |
|  | Anodontosaurus |
|  |                |

|  | Scolosaurus |
|  |             |
|  | Ziapelta    |
|  |             |

|  | Talarurus         |
|  |                   |
|  | Nodocephalosaurus |
|  |                   |

|  | Ankylosaurus   |
|  |                |
|  | Anodontosaurus |
|  |                |

|  | Scolosaurus |
|  |             |
|  | Ziapelta    |
|  |             |

|  | Ankylosaurus   |
|  |                |
|  | Anodontosaurus |
|  |                |

|  | Scolosaurus |
|  |             |
|  | Ziapelta    |
|  |             |

|  | Talarurus         |
|  |                   |
|  | Nodocephalosaurus |
|  |                   |

|  | Ankylosaurus   |
|  |                |
|  | Anodontosaurus |
|  |                |

|  | Scolosaurus |
|  |             |
|  | Ziapelta    |
|  |             |

|  | Ankylosaurus   |
|  |                |
|  | Anodontosaurus |
|  |                |

|  | Scolosaurus |
|  |             |
|  | Ziapelta    |
|  |             |

|  | Saichania                                              |
|  |                                                        |
|  | \| \| Tarchia \| \| \| \| \| \| Zaraapelta \| \| \| \| |
|  |                                                        |
|  | Tarchia                                                |
|  |                                                        |
|  | Zaraapelta                                             |
|  |                                                        |

|  | Tarchia    |
|  |            |
|  | Zaraapelta |
|  |            |

|  | Talarurus         |
|  |                   |
|  | Nodocephalosaurus |
|  |                   |

|  | Ankylosaurus   |
|  |                |
|  | Anodontosaurus |
|  |                |

|  | Scolosaurus |
|  |             |
|  | Ziapelta    |
|  |             |

|  | Ankylosaurus   |
|  |                |
|  | Anodontosaurus |
|  |                |

|  | Scolosaurus |
|  |             |
|  | Ziapelta    |
|  |             |

|  | Talarurus         |
|  |                   |
|  | Nodocephalosaurus |
|  |                   |

|  | Ankylosaurus   |
|  |                |
|  | Anodontosaurus |
|  |                |

|  | Scolosaurus |
|  |             |
|  | Ziapelta    |
|  |             |

|  | Ankylosaurus   |
|  |                |
|  | Anodontosaurus |
|  |                |

|  | Scolosaurus |
|  |             |
|  | Ziapelta    |
|  |             |

|  | Talarurus         |
|  |                   |
|  | Nodocephalosaurus |
|  |                   |

|  | Ankylosaurus   |
|  |                |
|  | Anodontosaurus |
|  |                |

|  | Scolosaurus |
|  |             |
|  | Ziapelta    |
|  |             |

|  | Ankylosaurus   |
|  |                |
|  | Anodontosaurus |
|  |                |

|  | Scolosaurus |
|  |             |
|  | Ziapelta    |
|  |             |

|  | Talarurus         |
|  |                   |
|  | Nodocephalosaurus |
|  |                   |

|  | Ankylosaurus   |
|  |                |
|  | Anodontosaurus |
|  |                |

|  | Scolosaurus |
|  |             |
|  | Ziapelta    |
|  |             |

|  | Ankylosaurus   |
|  |                |
|  | Anodontosaurus |
|  |                |

|  | Scolosaurus |
|  |             |
|  | Ziapelta    |
|  |             |

|  | Saichania                                              |
|  |                                                        |
|  | \| \| Tarchia \| \| \| \| \| \| Zaraapelta \| \| \| \| |
|  |                                                        |
|  | Tarchia                                                |
|  |                                                        |
|  | Zaraapelta                                             |
|  |                                                        |

|  | Tarchia    |
|  |            |
|  | Zaraapelta |
|  |            |

|  | Talarurus         |
|  |                   |
|  | Nodocephalosaurus |
|  |                   |

|  | Ankylosaurus   |
|  |                |
|  | Anodontosaurus |
|  |                |

|  | Scolosaurus |
|  |             |
|  | Ziapelta    |
|  |             |

|  | Ankylosaurus   |
|  |                |
|  | Anodontosaurus |
|  |                |

|  | Scolosaurus |
|  |             |
|  | Ziapelta    |
|  |             |

|  | Talarurus         |
|  |                   |
|  | Nodocephalosaurus |
|  |                   |

|  | Ankylosaurus   |
|  |                |
|  | Anodontosaurus |
|  |                |

|  | Scolosaurus |
|  |             |
|  | Ziapelta    |
|  |             |

|  | Ankylosaurus   |
|  |                |
|  | Anodontosaurus |
|  |                |

|  | Scolosaurus |
|  |             |
|  | Ziapelta    |
|  |             |

|  | Talarurus         |
|  |                   |
|  | Nodocephalosaurus |
|  |                   |

|  | Ankylosaurus   |
|  |                |
|  | Anodontosaurus |
|  |                |

|  | Scolosaurus |
|  |             |
|  | Ziapelta    |
|  |             |

|  | Ankylosaurus   |
|  |                |
|  | Anodontosaurus |
|  |                |

|  | Scolosaurus |
|  |             |
|  | Ziapelta    |
|  |             |

|  | Talarurus         |
|  |                   |
|  | Nodocephalosaurus |
|  |                   |

|  | Ankylosaurus   |
|  |                |
|  | Anodontosaurus |
|  |                |

|  | Scolosaurus |
|  |             |
|  | Ziapelta    |
|  |             |

|  | Ankylosaurus   |
|  |                |
|  | Anodontosaurus |
|  |                |

|  | Scolosaurus |
|  |             |
|  | Ziapelta    |
|  |             |

|  | Saichania                                              |
|  |                                                        |
|  | \| \| Tarchia \| \| \| \| \| \| Zaraapelta \| \| \| \| |
|  |                                                        |
|  | Tarchia                                                |
|  |                                                        |
|  | Zaraapelta                                             |
|  |                                                        |

|  | Tarchia    |
|  |            |
|  | Zaraapelta |
|  |            |

|  | Talarurus         |
|  |                   |
|  | Nodocephalosaurus |
|  |                   |

|  | Ankylosaurus   |
|  |                |
|  | Anodontosaurus |
|  |                |

|  | Scolosaurus |
|  |             |
|  | Ziapelta    |
|  |             |

|  | Ankylosaurus   |
|  |                |
|  | Anodontosaurus |
|  |                |

|  | Scolosaurus |
|  |             |
|  | Ziapelta    |
|  |             |

|  | Talarurus         |
|  |                   |
|  | Nodocephalosaurus |
|  |                   |

|  | Ankylosaurus   |
|  |                |
|  | Anodontosaurus |
|  |                |

|  | Scolosaurus |
|  |             |
|  | Ziapelta    |
|  |             |

|  | Ankylosaurus   |
|  |                |
|  | Anodontosaurus |
|  |                |

|  | Scolosaurus |
|  |             |
|  | Ziapelta    |
|  |             |

|  | Talarurus         |
|  |                   |
|  | Nodocephalosaurus |
|  |                   |

|  | Ankylosaurus   |
|  |                |
|  | Anodontosaurus |
|  |                |

|  | Scolosaurus |
|  |             |
|  | Ziapelta    |
|  |             |

|  | Ankylosaurus   |
|  |                |
|  | Anodontosaurus |
|  |                |

|  | Scolosaurus |
|  |             |
|  | Ziapelta    |
|  |             |

|  | Talarurus         |
|  |                   |
|  | Nodocephalosaurus |
|  |                   |

|  | Ankylosaurus   |
|  |                |
|  | Anodontosaurus |
|  |                |

|  | Scolosaurus |
|  |             |
|  | Ziapelta    |
|  |             |

|  | Ankylosaurus   |
|  |                |
|  | Anodontosaurus |
|  |                |

|  | Scolosaurus |
|  |             |
|  | Ziapelta    |
|  |             |

|  | Saichania                                              |
|  |                                                        |
|  | \| \| Tarchia \| \| \| \| \| \| Zaraapelta \| \| \| \| |
|  |                                                        |
|  | Tarchia                                                |
|  |                                                        |
|  | Zaraapelta                                             |
|  |                                                        |

|  | Tarchia    |
|  |            |
|  | Zaraapelta |
|  |            |

|  | Talarurus         |
|  |                   |
|  | Nodocephalosaurus |
|  |                   |

|  | Ankylosaurus   |
|  |                |
|  | Anodontosaurus |
|  |                |

|  | Scolosaurus |
|  |             |
|  | Ziapelta    |
|  |             |

|  | Ankylosaurus   |
|  |                |
|  | Anodontosaurus |
|  |                |

|  | Scolosaurus |
|  |             |
|  | Ziapelta    |
|  |             |

|  | Talarurus         |
|  |                   |
|  | Nodocephalosaurus |
|  |                   |

|  | Ankylosaurus   |
|  |                |
|  | Anodontosaurus |
|  |                |

|  | Scolosaurus |
|  |             |
|  | Ziapelta    |
|  |             |

|  | Ankylosaurus   |
|  |                |
|  | Anodontosaurus |
|  |                |

|  | Scolosaurus |
|  |             |
|  | Ziapelta    |
|  |             |

|  | Talarurus         |
|  |                   |
|  | Nodocephalosaurus |
|  |                   |

|  | Ankylosaurus   |
|  |                |
|  | Anodontosaurus |
|  |                |

|  | Scolosaurus |
|  |             |
|  | Ziapelta    |
|  |             |

|  | Ankylosaurus   |
|  |                |
|  | Anodontosaurus |
|  |                |

|  | Scolosaurus |
|  |             |
|  | Ziapelta    |
|  |             |

|  | Talarurus         |
|  |                   |
|  | Nodocephalosaurus |
|  |                   |

|  | Ankylosaurus   |
|  |                |
|  | Anodontosaurus |
|  |                |

|  | Scolosaurus |
|  |             |
|  | Ziapelta    |
|  |             |

|  | Ankylosaurus   |
|  |                |
|  | Anodontosaurus |
|  |                |

|  | Scolosaurus |
|  |             |
|  | Ziapelta    |
|  |             |

|  | Saichania                                              |
|  |                                                        |
|  | \| \| Tarchia \| \| \| \| \| \| Zaraapelta \| \| \| \| |
|  |                                                        |
|  | Tarchia                                                |
|  |                                                        |
|  | Zaraapelta                                             |
|  |                                                        |

|  | Tarchia    |
|  |            |
|  | Zaraapelta |
|  |            |

|  | Talarurus         |
|  |                   |
|  | Nodocephalosaurus |
|  |                   |

|  | Ankylosaurus   |
|  |                |
|  | Anodontosaurus |
|  |                |

|  | Scolosaurus |
|  |             |
|  | Ziapelta    |
|  |             |

|  | Ankylosaurus   |
|  |                |
|  | Anodontosaurus |
|  |                |

|  | Scolosaurus |
|  |             |
|  | Ziapelta    |
|  |             |

|  | Talarurus         |
|  |                   |
|  | Nodocephalosaurus |
|  |                   |

|  | Ankylosaurus   |
|  |                |
|  | Anodontosaurus |
|  |                |

|  | Scolosaurus |
|  |             |
|  | Ziapelta    |
|  |             |

|  | Ankylosaurus   |
|  |                |
|  | Anodontosaurus |
|  |                |

|  | Scolosaurus |
|  |             |
|  | Ziapelta    |
|  |             |

|  | Talarurus         |
|  |                   |
|  | Nodocephalosaurus |
|  |                   |

|  | Ankylosaurus   |
|  |                |
|  | Anodontosaurus |
|  |                |

|  | Scolosaurus |
|  |             |
|  | Ziapelta    |
|  |             |

|  | Ankylosaurus   |
|  |                |
|  | Anodontosaurus |
|  |                |

|  | Scolosaurus |
|  |             |
|  | Ziapelta    |
|  |             |

|  | Talarurus         |
|  |                   |
|  | Nodocephalosaurus |
|  |                   |

|  | Ankylosaurus   |
|  |                |
|  | Anodontosaurus |
|  |                |

|  | Scolosaurus |
|  |             |
|  | Ziapelta    |
|  |             |

|  | Ankylosaurus   |
|  |                |
|  | Anodontosaurus |
|  |                |

|  | Scolosaurus |
|  |             |
|  | Ziapelta    |
|  |             |

|  | Saichania                                              |
|  |                                                        |
|  | \| \| Tarchia \| \| \| \| \| \| Zaraapelta \| \| \| \| |
|  |                                                        |
|  | Tarchia                                                |
|  |                                                        |
|  | Zaraapelta                                             |
|  |                                                        |

|  | Tarchia    |
|  |            |
|  | Zaraapelta |
|  |            |

|  | Talarurus         |
|  |                   |
|  | Nodocephalosaurus |
|  |                   |

|  | Ankylosaurus   |
|  |                |
|  | Anodontosaurus |
|  |                |

|  | Scolosaurus |
|  |             |
|  | Ziapelta    |
|  |             |

|  | Ankylosaurus   |
|  |                |
|  | Anodontosaurus |
|  |                |

|  | Scolosaurus |
|  |             |
|  | Ziapelta    |
|  |             |

|  | Talarurus         |
|  |                   |
|  | Nodocephalosaurus |
|  |                   |

|  | Ankylosaurus   |
|  |                |
|  | Anodontosaurus |
|  |                |

|  | Scolosaurus |
|  |             |
|  | Ziapelta    |
|  |             |

|  | Ankylosaurus   |
|  |                |
|  | Anodontosaurus |
|  |                |

|  | Scolosaurus |
|  |             |
|  | Ziapelta    |
|  |             |

|  | Talarurus         |
|  |                   |
|  | Nodocephalosaurus |
|  |                   |

|  | Ankylosaurus   |
|  |                |
|  | Anodontosaurus |
|  |                |

|  | Scolosaurus |
|  |             |
|  | Ziapelta    |
|  |             |

|  | Ankylosaurus   |
|  |                |
|  | Anodontosaurus |
|  |                |

|  | Scolosaurus |
|  |             |
|  | Ziapelta    |
|  |             |

|  | Talarurus         |
|  |                   |
|  | Nodocephalosaurus |
|  |                   |

|  | Ankylosaurus   |
|  |                |
|  | Anodontosaurus |
|  |                |

|  | Scolosaurus |
|  |             |
|  | Ziapelta    |
|  |             |

|  | Ankylosaurus   |
|  |                |
|  | Anodontosaurus |
|  |                |

|  | Scolosaurus |
|  |             |
|  | Ziapelta    |
|  |             |

Dal momento che Ankylosaurus e altri ankylosauridi nordamericani del Cretaceo superiore sono stati raggruppati con dei generi asiatici (in una tribù che gli autori chiamano Ankylosaurini), Arbor e Currie hanno ipotizzato che i precedenti ankylosauridi nordamericani si fossero estinti dal tardo periodo Albiano o Cenomaniano del Cretaceo medio. Gli anchilosauridi da allora in poi ricolonizzarono il Nord America dall'Asia durante l'età Campaniano o Turoniano del Cretaceo superiore, e lì si diversificarono nuovamente, portando all'evoluzione di nuovi generi come Ankylosaurus, Anodontosaurus ed Euoplocephalus. Questo spiegherebbe una lacuna di 30 milioni di anni nella documentazione fossile degli ankylosauridi nordamericani tra queste ere.

## Storia della scoperta

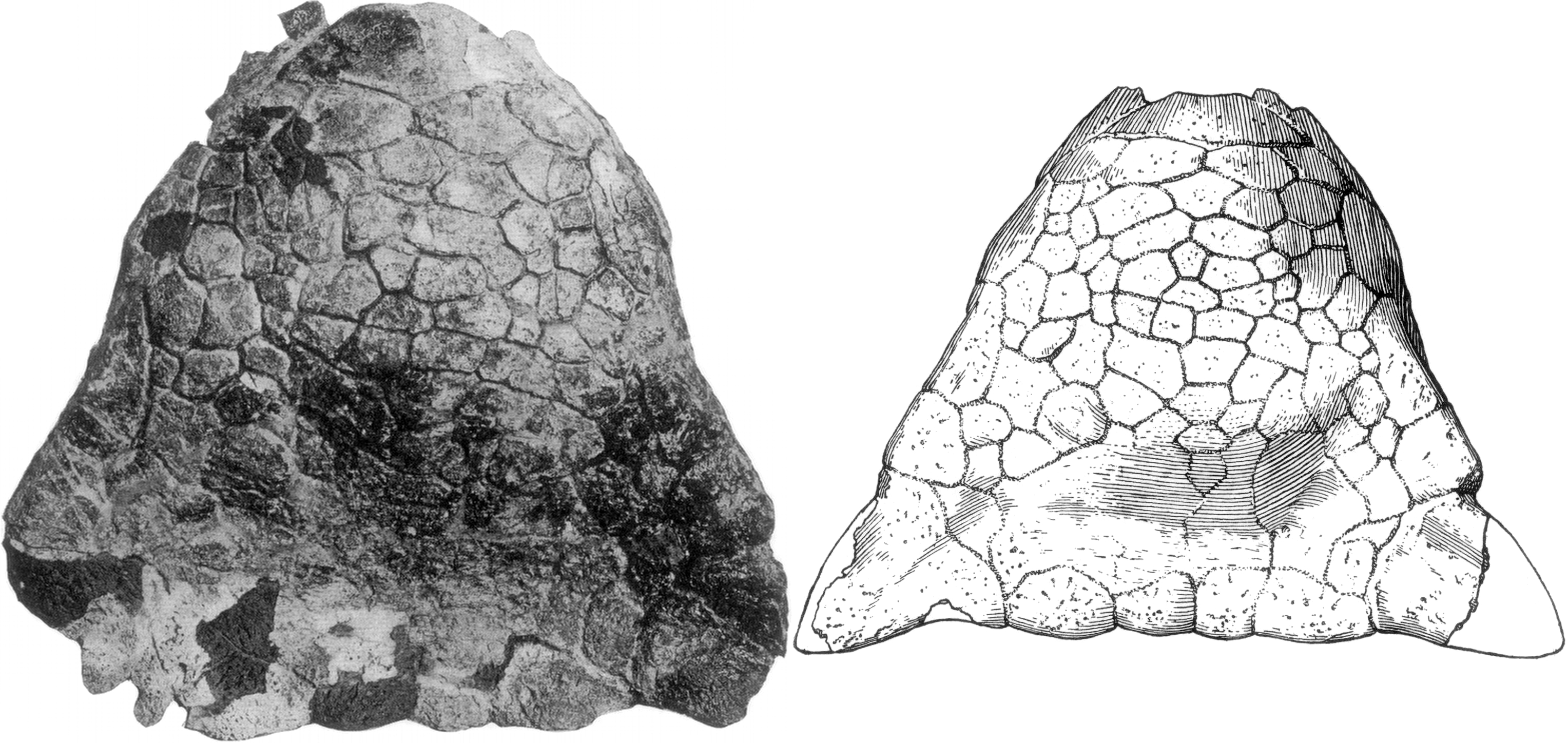
Cranio dell'olotipo AMNH 5895 e un suo diagramma

Nel 1906, una spedizione del Museo Americano di Storia Naturale guidata dal paleontologo americano Barnum Brown scoprì l'esemplare tipo di Ankylosaurus magniventris (AMNH 5895) all'interno della Formazione Hell Creek, vicino a Gilbert Creek, Montana. L'esemplare (trovato dal collezionista Peter Kaisen) consisteva nella parte superiore di un cranio, due denti, parte del cingolo scapolare, alcune vertebre cervicali, dorsali e caudali, costole e più di trenta osteodermi. Brown descrisse scientificamente l'animale nel 1908; il nome generico deriva dalle parole greche αγκυλος/ankulos ossia "piegato" o "storto" (in riferimento al termine medico anchilosi) per via della rigidità data dalla fusione delle ossa nel cranio e nel corpo, e σαυρος/sauros ossia "lucertola". Il nome può anche essere tradotto come "lucertola fusa", "lucertola rigida" o "lucertola curva". Il nome della specie tipo, magniventris, deriva dal latino magnus ossia "grande", e venter ossia "pancia", in riferimento alla larghezza del corpo dell'animale.

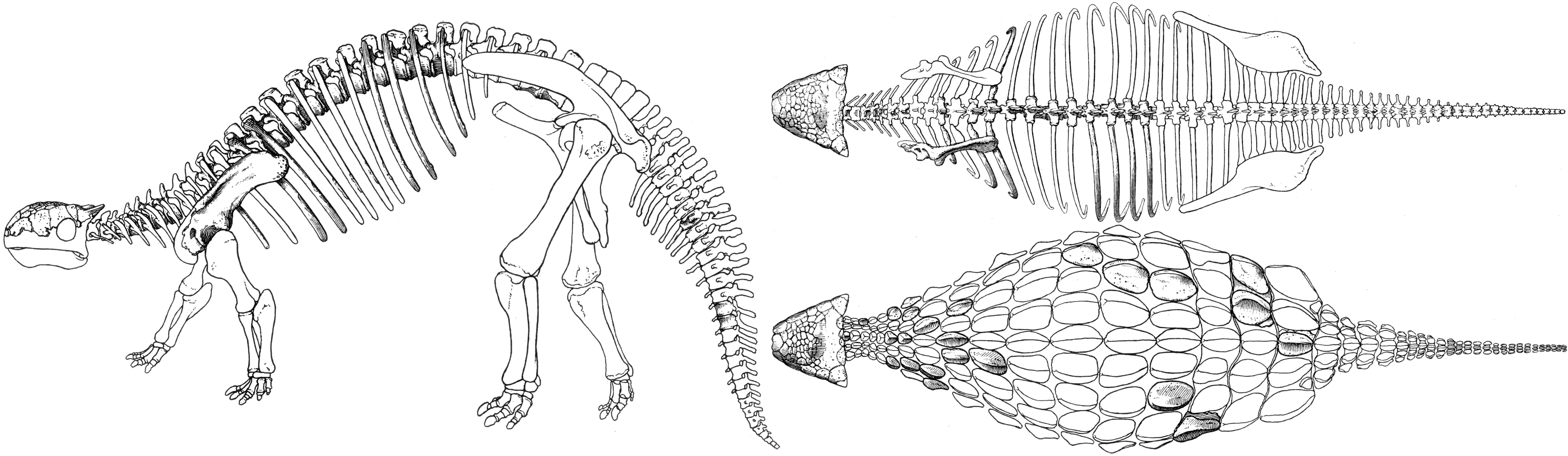
Ricostruzione scheletrica dell'olotipo del 1908, le cui parti mancanti vennero ricostruite sulla base di Stegosaurus

La ricostruzione scheletrica che accompagnava la descrizione del 1908 ricostruì le parti mancanti dello scheletro sulla base dello scheletro di Stegosaurus, e Brown paragonò il risultato al mammifero corazzato estinto Glyptodon. In contrasto con le raffigurazioni moderne, la ricostruzione simile a uno stegosauro di Brown mostrava arti anteriori robusti, una schiena fortemente arcuata, un bacino con punte che sporgevano in avanti dall'ileo e dal pube, nonché una coda corta e cadente senza clava, sconosciuto all'epoca. Brown ricostruì anche gli osteodermi dell'armatura in file parallele che correvano lungo la schiena; questa disposizione era puramente ipotetica. La ricostruzione di Brown divenne molto influente e le ricostruzioni dell'animale basate sul suo diagramma furono pubblicati solo negli anni '80. In una revisione del 1908 della descrizione di Ankylosaurus di Brown, il paleontologo americano Samuel Wendell Williston criticò la ricostruzione scheletrica poiché basata su troppo pochi resti e affermò che Ankylosaurus fosse semplicemente un sinonimo del genere Stegopelta, che Williston aveva nominato nel 1905. Williston affermò anche che una ricostruzione scheletrica del relativo Polacanthus da parte del paleontologo ungherese Franz Nopcsa era un esempio migliore di come sarebbero apparsi gli ankylosauri in vita. L'affermazione della sinonimia non venne accettata da altri ricercatori, e i due generi sono ora considerati distinti.
Nel 1900, Brown raccolse 77 osteodermi durante lo scavo di un esemplare di Tyrannosaurus nella Formazione Lance del Wyoming. Brown menzionò questi osteodermi (esemplare AMNH 5866) nella sua descrizione di Ankylosaurus, dove però li assegnò erroneamente a Tyrannosaurus. Anche il paleontologo Henry Fairfield Osborn espresse questo punto di vista quando descrisse l'esemplare di Tyrannosaurus come l'ormai nome sinonimo Dynamosaurus, nel 1905. Esami più recenti hanno dimostrato che questi osteodermi sono simili a quelli di Ankylosaurus; sembra che Brown li avesse paragonati ad alcuni osteodermi di Euoplocephalus, che erano stati erroneamente catalogati come appartenenti ad Ankylosaurus al Museo americano di storia naturale.

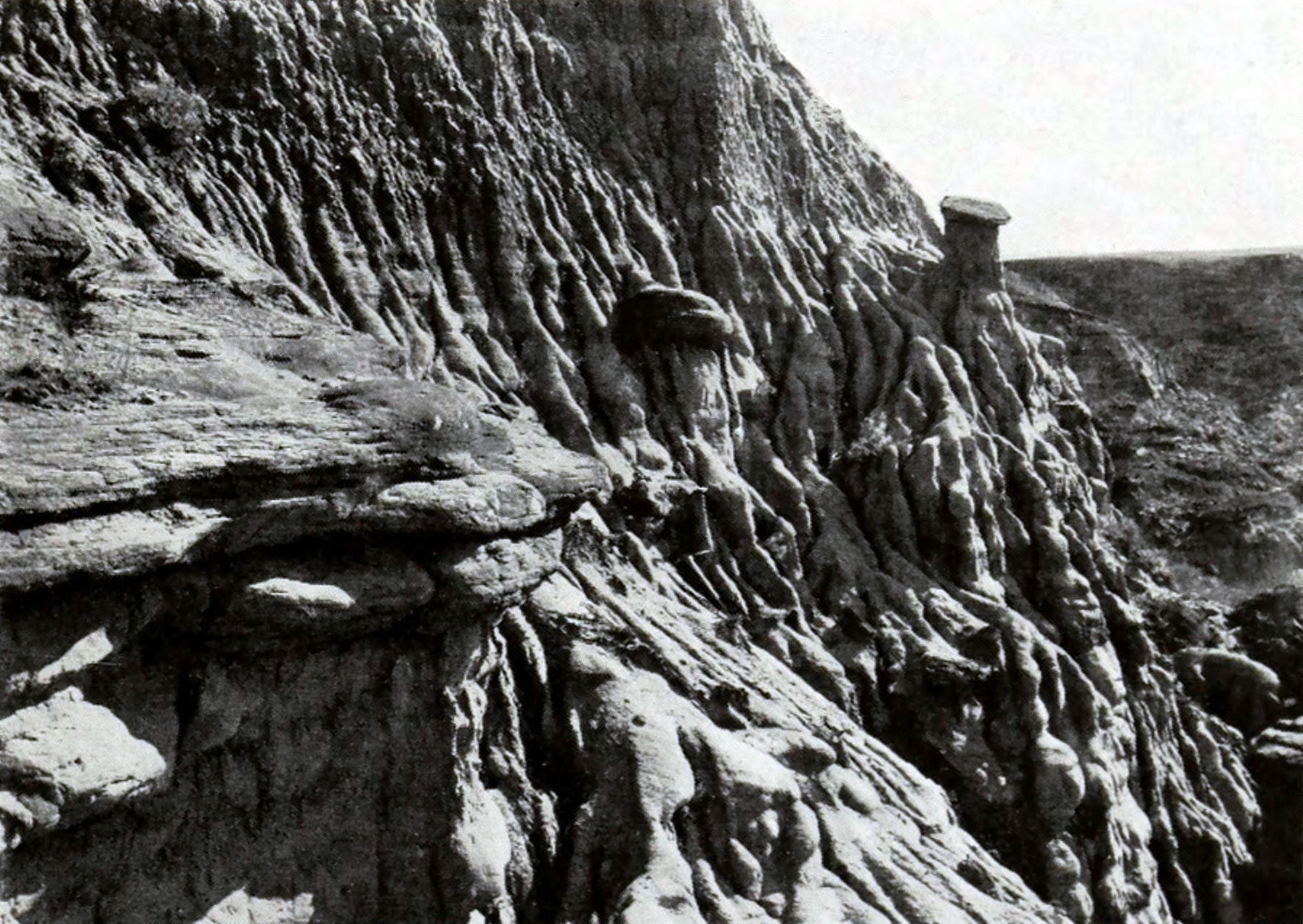
Scavo dell'AMNH 5214 (al centro, sopra il piccone), 1910

Nel 1910, un'altra spedizione dell'AMNH guidata da Brown scoprì un secondo esemplare di Ankylosaurus (AMNH 5214) nella Formazione Scollard presso il fiume Red Deer in Alberta, Canada. Questo esemplare includeva un cranio completo, mandibola, la prima e unica mazza caudale conosciuta di questo genere, oltre a costole, vertebre, ossa degli arti e alcuni osteodermi. Nel 1947, i collezionisti di fossili americani Charles M. Sternberg e T. Potter Chamney raccolsero un cranio e una mandibola (esemplare CMN 8880, precedentemente NMC 8880), 1 chilometro a nord di dove venne ritrovato l'esemplare del 1910. Questo è il cranio di Ankylosaurus più grande conosciuto, ma è danneggiato in alcuni punti. Una sezione di vertebre caudali (esemplare CCM V03) fu scoperta negli anni '60 nel bacino del fiume Powder, nel Montana, parte della Formazione Hell Creek. Oltre a questi cinque esemplari incompleti, sono stati ritrovati molti altri osteodermi e denti isolati.
Nel 1990, il paleontologo americano Walter P. Coombs sottolineò che i denti di due crani assegnati ad A. magniventris differivano in alcuni dettagli da quelli dell'esemplare olotipo, e sebbene esprimesse una "considerata tentazione" di nominare una nuova specie di Ankylosaurus sulla base di queste differenze, si astenne dal farlo, poiché la gamma di variazione della specie non era completamente documentata. Ha anche sollevato la possibilità che i due denti associati all'esemplare olotipico forse non gli appartenessero, poiché sono stati ritrovati nella matrice all'interno delle camere nasali. Il paleontologo americano Kenneth Carpenter accettò i denti come appartenenti ad A. magniventris nel 2004 e che tutti gli esemplari appartenessero alla stessa specie, notando che anche i denti di altri ankylosauri sono molto variabili.
La maggior parte degli esemplari conosciuti di Ankylosaurus non furono descritti scientificamente in modo approfondito, anche se diversi paleontologi pianificarono di farlo finché Carpenter non ridescrisse il genere nel 2004. Nel 2017, i paleontologi canadesi Victoria M. Arbor e Jordan Mallon ridescrissero il genere alla luce delle nuove scoperte sugli ankylosauri, inclusi elementi dell'olotipo che non erano stati precedentemente menzionati in letteratura (come parti del cranio e i semianelli cervicali). I loro studi conclusero che, sebbene Ankylosaurus sia il membro più noto del suo gruppo, era piuttosto bizzarro rispetto agli altri ankylosauri imparentati, e quindi non rappresentativo del gruppo. Nonostante la fama che gode questo animale, Ankylosaurus è conosciuto da molti meno resti rispetto ai suoi parenti più stretti.

## Paleobiologia

### Alimentazione

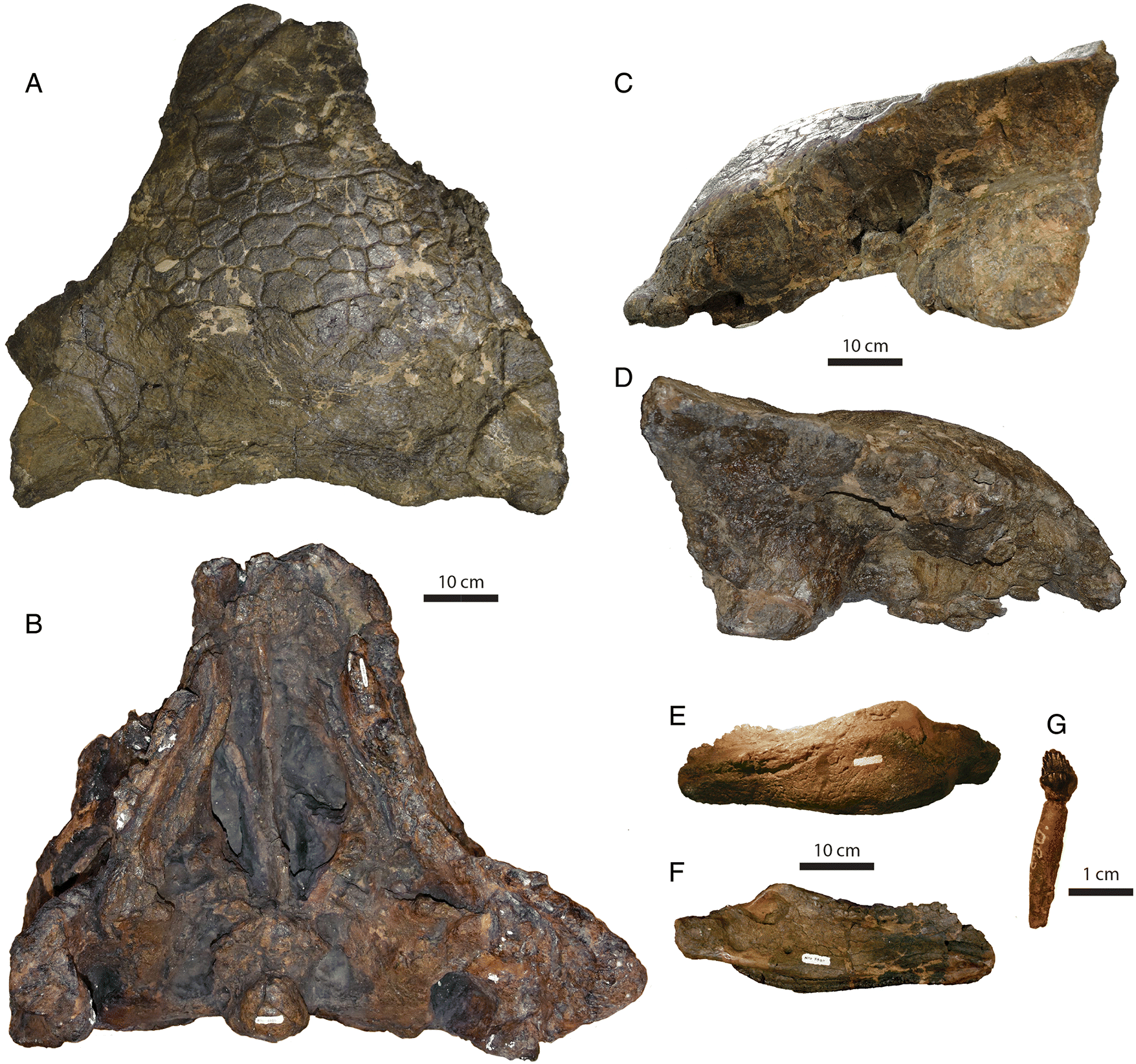
Cranio dell'esemplare CMN 8880, il più grande ankylosauride noto, che comprende anche la mandibola (E-F) e un dente (G)

Come tutti gli altri ornitischi, Ankylosaurus era erbivoro. Il muso largo e piatto era perfettamente adatto per un brucare selettivo di piante basse. I denti di Ankylosaurus erano taglienti sul lato delle corone, piuttosto che sulla punta delle corone, come nei nodosauridi. Nel 1982, Carpenter scoprì due piccoli denti, rispettivamente dalla Formazione Lance e dalla Formazione Hell Creek, assegnandoli ad un giovane Ankylosaurus. I due piccoli denti misuravano rispettivamente 3,2 e 3,3 mm di lunghezza. Il dente più piccolo era fortemente usurato, pertanto Carpenter suggerì che gli anchilosauridi in generale o almeno i cuccioli non ingoiassero il cibo, ma impiegavano una sorta di masticazione. Anche se gli ankylosauri non si fossero nutriti di materiali vegetali fibrosi e piante legnose, avevano comunque una dieta molto variegata, tra cui foglie dure e felci. Supponendo che fosse endotermico, l'Ankylosaurus avrebbe dovuto mangiare circa 60 kg di felci al giorno, simile alla quantità di vegetazione secca che elefante dovrebbe consumare giornalmente. Tuttavia, l'animale poteva soddisfare i suoi requisiti nutrizionali in modo più efficace se si fosse nutrito anche di frutti, che i suoi piccoli denti simili a cuspidi e la forma del becco sembrano ben adattati ad aprire e spolpare, rispetto ad esempio ad Euoplocephalus. Anche l'ingestione di piccoli invertebrati, che i suoi piccoli denti sembrano adatti a manipolare, potevano fornire un'alimentazione supplementare.
I denti dell'Ankylosaurus erano addossati sulle facce delle loro corone piuttosto che sulla punta delle corone, come negli anchilosauri nodosauridi. Nel 1982, Carpenter attribuì ad un giovane Ankylosaurus due denti molto piccoli provenienti dalle formazioni Lance e Hell Creek, che misurano rispettivamente dai 3,2 ai 3,3 millimetri (dai 0,13 ai 0,13 pollici) di lunghezza. Il dente più piccolo è pesantemente usurato, portando Carpenter ad ipotizzare che gli anchilosauridi in generale o almeno i più giovani non inghiottissero il loro cibo intero ma implicavano una sorta di masticazione. Poiché un Ankylosaurus adulto non poteva masticare bene il suo cibo, avrebbe trascorso meno tempo nel brucare giornaliero di un elefante. Sulla base dell'ampiezza della gabbia toracica, un Ankylosaurus poteva digerire i pasti attraverso un sistema di fermentazione interno, come alcune moderne lucertole erbivore, che hanno più camere nel loro colon allargato.

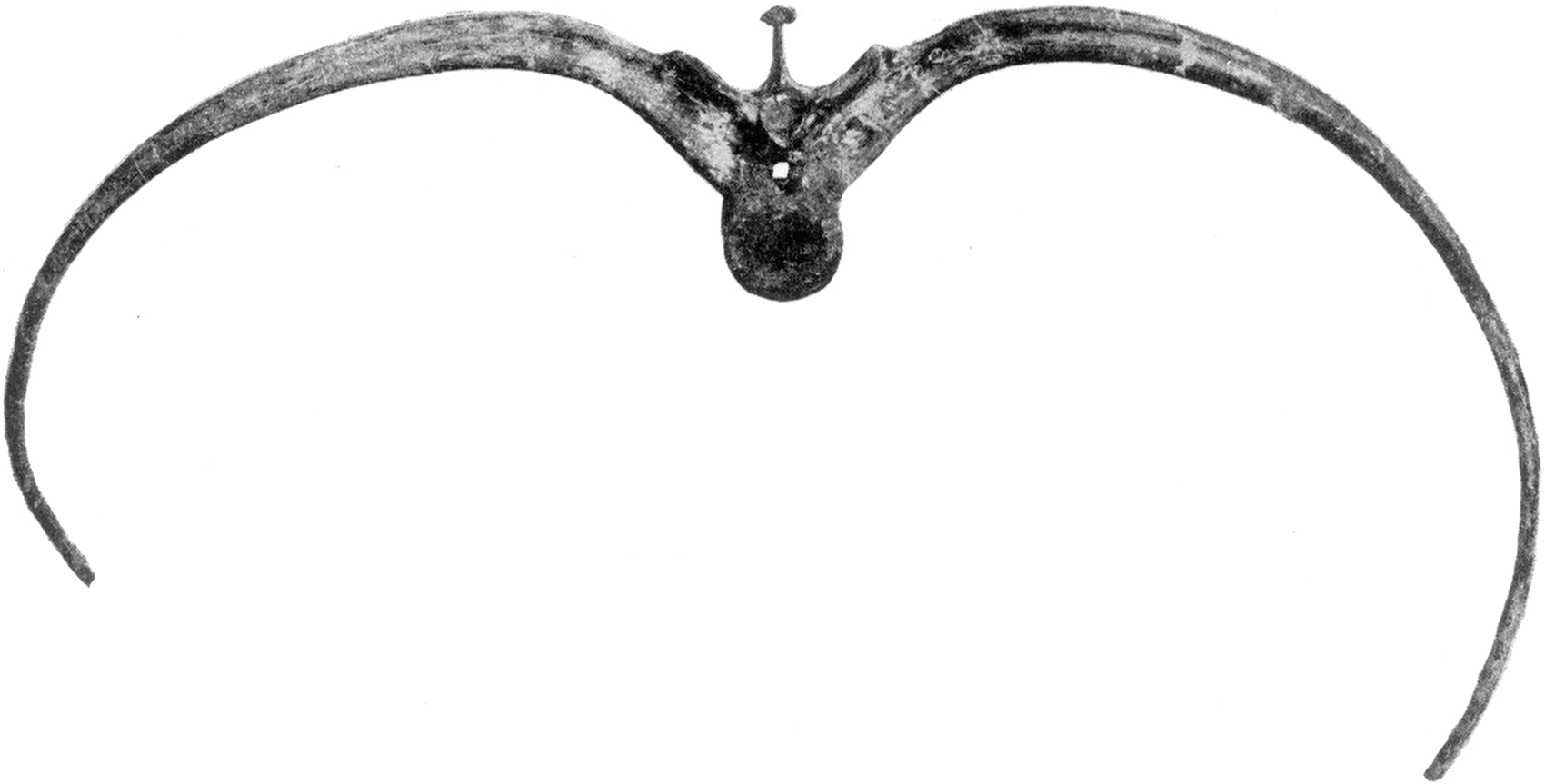
Vertebra posteriore con costole fuse (AMNH 5895); il corpo ampio ospitava un ampio sistema digestivo

Nel 1969, il paleontologo austriaco Georg Haas concluse che, nonostante le grandi dimensioni dei teschi di ankylosauri, la muscolatura associata alle mandibole era relativamente debole. Inoltre ipotizzò che il movimento della mascella era limitato alla salita e alla discesa. Estrapolando da questo, Haas suggerì che gli ankylosauri si nutrivano di vegetazione morbida non abrasiva. Tuttavia, una successiva ricerca sul cranio di Euoplocephalus ha dimostrato che questi animali erano capaci di muovere le mascelle anche lateralmente consentendo la masticazione, indicando anche che il cranio fosse in grado di resistere a notevoli forze. Nel 2016, un nuovo studio sull'occlusione dentale (contatto fra i denti) e la possibilità di muovere la mandibola all'indietro (PALINAL), era assente negli ankylosauridi, tranne che in Ankylosaurus ed Euoplocephalus, avendo sviluppato questa incredibile capacità indipendentemente dai nodosauridi.
La scoperta di un esemplare di Pinacosaurus che conservava una grande paraglossalia (ossa triangolari o cartilagine situati nella lingua) che mostrano segni di stress muscolare, e si pensa che questo fosse una caratteristica comune negli Ankylosauri. Pertanto alcuni ricercatori hanno suggerito che gli ankylosauri facessero affidamento sulle lingue muscolari e sull'hyobranchia (ossa della lingua) durante l'alimentazione, dal momento che i loro denti erano abbastanza piccoli e venivano sostituiti a un ritmo relativamente lento. Alcune salamandre moderne hanno una simile lingua ossa, e utilizzano la loro lingua prensile per raggiungere il cibo. Con una lingua così lunga gli ankylosauri potevano anche integrare nella loro dieta piccoli insetti che raccoglievano con la loro lunga lingua appiccicosa.
La posizione retratta delle narici di Ankylosaurus è stata paragonata a quella delle anfisbene scavatrici da Arbor e Mallon nel 2017, e anche se probabilmente non era un animale scavatore, il muso dell'animale potrebbe indicare un adattamento per smuovere la terra. Questi fattori, così come il basso tasso di formazione dei denti negli anchilosauri rispetto ad altri ornitischi, indicano che Ankylosaurus potrebbe essere stato un onnivoro, nutrendosi sia di materiale vegetale che di piccoli animali. In alternativa, avrebbe potuto usare il tozzo muso per scavare nel terreno in cerca di radici e tuberi. Uno studio del 2023 del paleontologo Antonio Ballell e colleghi ha scoperto che gli ankylosauridi nordamericani risalenti alla fine del Cretaceo (incluso Ankylosaurus) avevano mascelle con un basso vantaggio meccanico, mentre quelle dei loro predecessori risultano da elevate a moderate. Gli ankylosauri del Cretaceo superiore presentavano anche un'occlusione dei denti e complessi meccanismi della mascella bifasali, caratteristiche condivise con alcuni nodosauridi del Cretaceo superiore, sebbeme quest'ultimi avessero mascelle con un elevato vantaggio meccanico. Ciò indica che mentre i due gruppi convergevano in alcune caratteristiche, i nodosauri avevano una forza del morso relativa più elevata, il che suggerisce una meccanica della mascella divergente e una ripartizione della dieta tra i due gruppi.

### Sensi

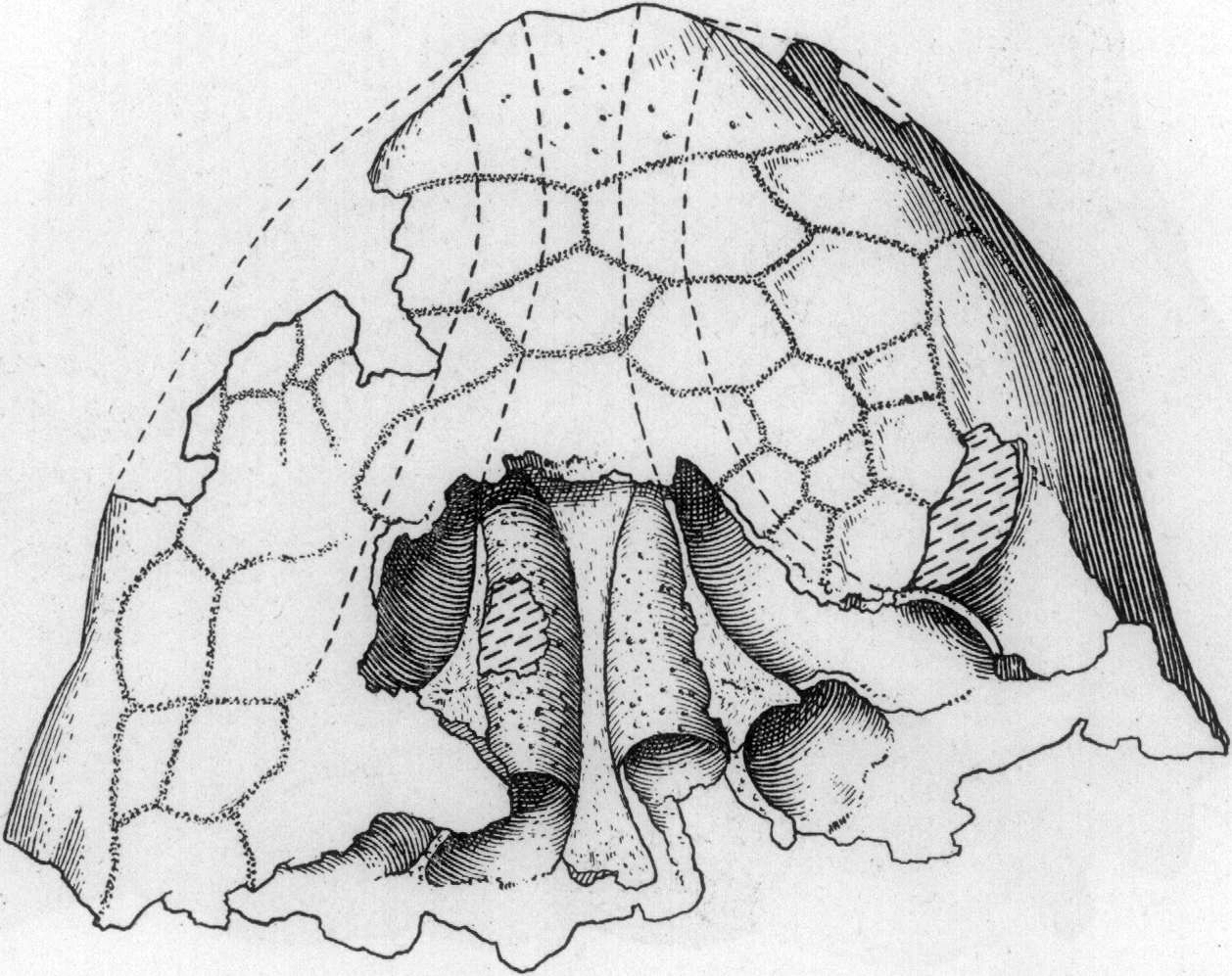
Diagramma che mostra le cavità nasali all'interno del muso (AMNH 5895)

Nel 1977, la paleontologa polacca Teresa Maryanska propose che i complessi seni e cavità nasali degli ankylosauri avevano la funzione di alleggerire il cranio, e che ospitassero una sviluppata ghiandola nasale o che agisse come una camera di risonanza vocale. Carpenter respinse queste ipotesi, sostenendo che gli animali tetrapodi emettono suoni attraverso la laringe, non attraverso le narici, e che la riduzione del peso sarebbe stata minima, in quanto gli spazi vuoti rappresentano solo una piccola percentuale del volume del cranio. Anche l'ipotesi della ghiandola nasale era piuttosto improbabile, in quanto i seni non hanno alcuna funzione specifica.
Uno studio del 2011 sui passaggi nasali di Euoplocephalus hanno sostenuto la loro funzione come sistema di calore e bilanciamento dell'acqua, notando il vasto sistema di vasi sanguigni e l'aumento della superficie per la membrana mucosa (usato per il calore e l'acqua di scambio negli animali moderni). I ricercatori hanno quindi risuscitato l'ipotesi della camera di risonanza vocale, paragonabile ai passaggi nasali allungati dell'antilope saiga e alla trachea delle gru e dei cigni. Le ricostruzioni dell'orecchio interno suggeriscono un adattamento per sentire i suoni a basse frequenza, come la risonanza a tono basso dei suoni possibilmente prodotti dai passaggi nasali. Tuttavia l'ipotesi della ghiandola nasale è stata scartata in quanto la regione olfattiva si trova ai lati delle vie respiratorie principale.
La forma delle cavità nasali di Ankylosaurus indicano che il flusso d'aria era unidirezionale, (attraverso i polmoni durante inspirazione e l'espirazione), sebbene potrebbe anche essere stata bidirezionale nella camera nasale posteriore, con l'aria diretta oltre i lobi olfattivi. L'allargata regione olfattiva degli anchilosauridi indica un senso dell'olfatto molto sviluppato. Sebbene la posizione arretrata delle narici sia osservata in animali acquatici e negli animali con una proboscide, è improbabile che entrambe le possibilità possano applicarsi ad Ankylosaurus, poiché le narici tendono ad essere ridotte o la premascella estesa. Inoltre, sebbene le narici ampiamente separate possano aver consentito lo stereo-olfatto (dove ciascuna narice percepisce gli odori da direzioni diverse), come è stato proposto per gli alci, si sa poco su questa caratteristica. La posizione delle orbite di Ankylosaurus suggerire una buona visione stereoscopica.

### Locomozione

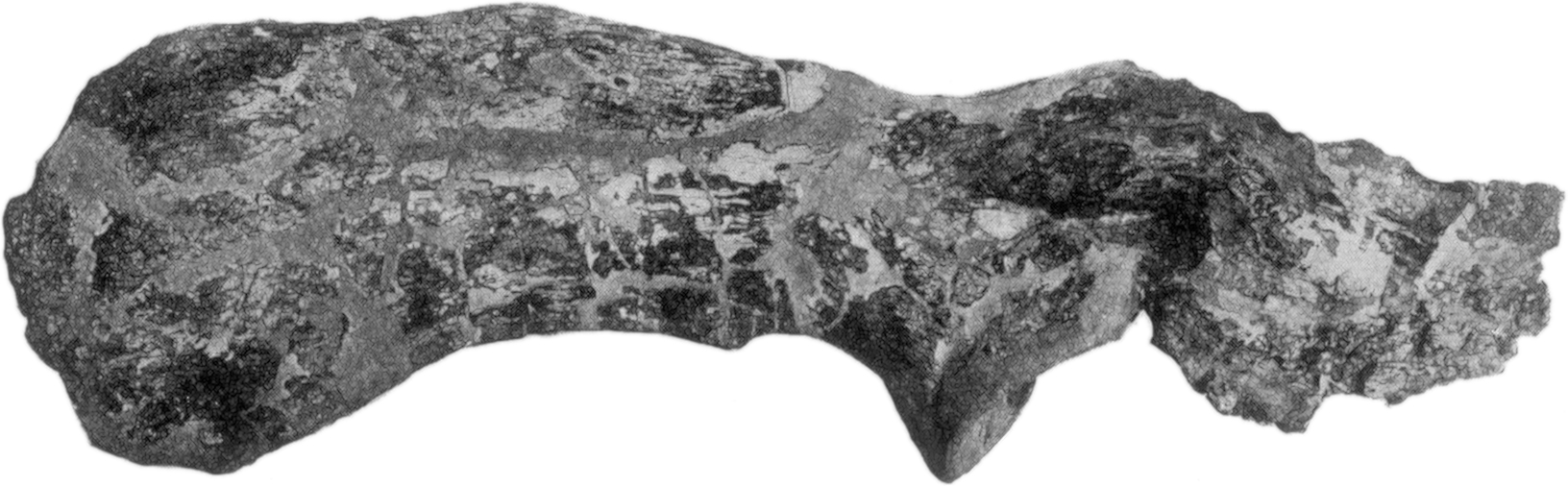
Scapola e coracoide dell'esemplare AMNH 5895

Le ricostruzioni della muscolatura degli arti anteriori degli ankylosauri, fatta da Coombs nel 1978, suggerisce che gli arti anteriori portassero la maggior parte del peso dell'animale, soprattutto mentre l'animale si nutriva. Inoltre, Coombs ha suggerito che gli anchilosauri fossero capaci di scavare per cercare il cibo, sebbene le loro unghie simili a zoccoli limitassero le loro capacità. La grande e pesante mole dell'Ankylosaurus lo rendevano con tutta probabilità un animale lento e pigro, capace però di movimenti agili e rapidi in caso di necessità.

### Ontogenesi
Studi su esemplari di Pinacosaurus di diverse età hanno scoperto che durante lo sviluppo ontogenetico, le costole dei giovani ankylosauri erano fuse con le vertebre. Gli arti anteriori erano molto più robusti degli arti posteriori, ulteriore prova che gli arti anteriori portavano la maggior parte del peso. Durante questa fase della crescita gli osteodermi che formavano la corazza erano ancora in via di formazione e ossificazione, rendendo inoltre l'animale debole agli attacchi dei predatori. Le piastre ossee del cranio, si indurivano poco a poco cominciando prima dal centro del muso e il bordo posteriore; a poco a poco l'ossificazione si estendeva verso le regioni centrali. Sul resto del corpo, il processo di ossificazione progrediva dal collo fino a raggiungere la coda.

### Difese

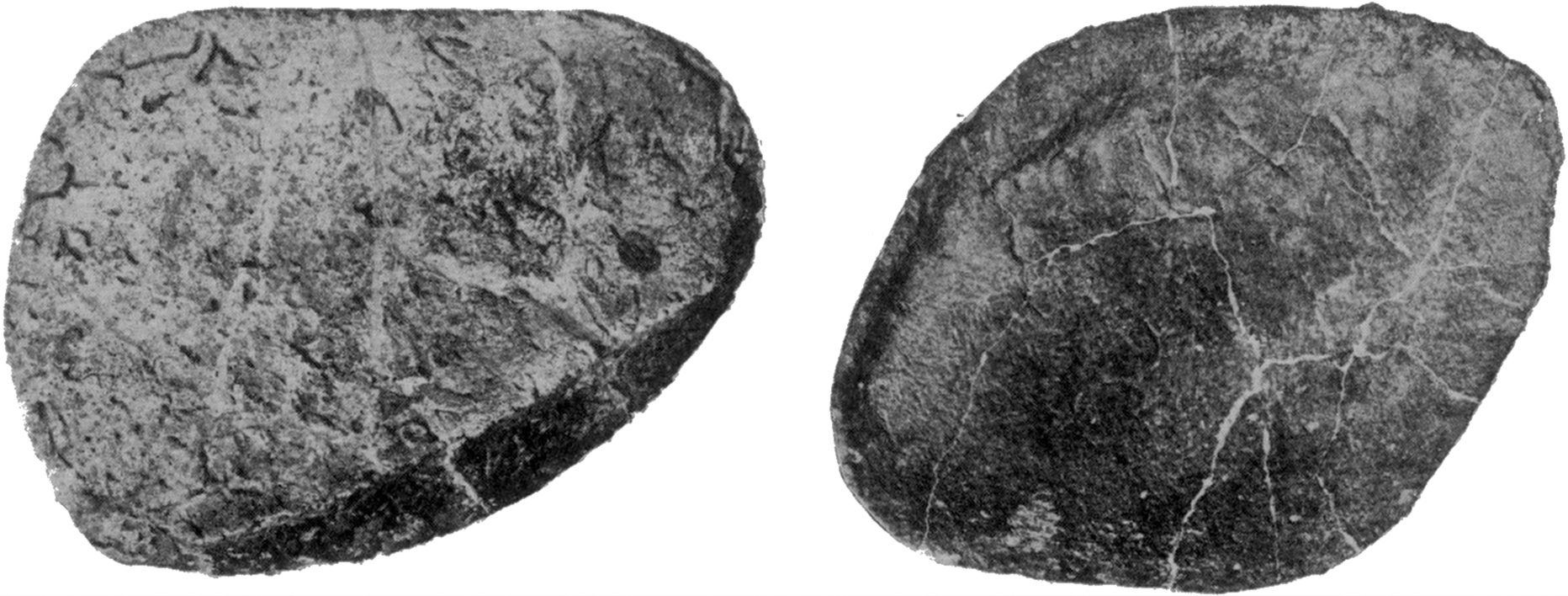
Possibile osteoderma posteriore (olotipo), in vista esterna ed interna

Gli osteodermi degli anchilosauridi erano molto più sottili rispetto a quelle degli altri anchilosauri, e sembrano essere stati rafforzati da dei cuscini distribuiti in modo casuale di collagene e fibre. Questi erano strutturalmente simili alle fibre di Sharpey, ed erano inseriti direttamente nel tessuto osseo, una caratteristica unica degli ankylosauridi. Questo avrebbe fornito agli anchilosauridi un'armatura non solo resistente agli attacchi e ai morsi dei predatori ma anche leggera. Anche le palpebre erano corazzate e rivestite dalle ossa palpebrali, che avrebbero fornito una protezione aggiuntiva. Nel 1982, Carpenter ha suggerito che l'armatura, fortemente vascolarizzata, può anche aver avuto un ruolo nella termoregolazione dell'animale, come nei moderni coccodrilli.
La mazza caudale dell'Ankylosaurus era un'ottima arma offensiva, in grado di produrre un impatto abbastanza forte da rompere le ossa di un possibile aggressore. I tendini della coda erano parzialmente ossificati e non erano molto elastici, trasmettendo alla coda una grande forza per essere usata come arma. Nel 1979, Coombs ha suggerito che i diversi muscoli degli arti posteriori avessero il controllato sull'oscillazione della coda, e che spinta con violenza la mazza caudale avrebbe certamente potuto rompere il metatarso di grandi teropodi come Tyrannosaurus.
Uno studio del 2009 ha stimato che gli ankylosauridi avrebbero potuto far oscillare la coda a 100 gradi lateralmente e che le mazze caudali, principalmente spugnose, avrebbero avuto un momento di inerzia ridotto, rendendole armi efficaci. Lo studio ha anche dimostrato che mentre le mazze caudali degli ankylosauridi adulti erano in grado di rompere le ossa, quelle dei giovani non lo erano. Nonostante la fattibilità di far oscillare la coda, i ricercatori non hanno potuto determinare se tutti gli ankylosauridi utilizzassero la coda come difesa contro potenziali predatori, nei combattimento intraspecifica o entrambi i casi. Studi successivi, hanno trovato evidenze che gli ankylosauridi usassero le loro mazze coudali nei combattimenti intraspecifici. Un esemplare di Tarchia presenta segni di lesioni sia nella zona pelvica che in quella caudale, e la mazza caudale dell'esemplare era asimmetrica, segno di usura dei colpi.
Nel 1993, Tony Thulborn ha proposto che la mazza caudale degli ankylosauridi avrebbe agito principalmente come mezzo di distrazione: vedendola agitarsi un predatore avrebbe potuto attaccare la coda scambiandola per la testa in modo che l'anchilosauro potesse colpirlo. Questa teoria potrebbe anche portare a credere che le mazze caudali di questi animali fossero colorate per attirare l'attenzione del predatore o che avessero la stessa colorazione del capo. Sebbene questa idea non sia stata completamente scartata, Carpenter la respinse, in quanto la forma della mazza di questi animali è molto variabile anche tra gli esemplari della stessa specie.

## Paleoecologia

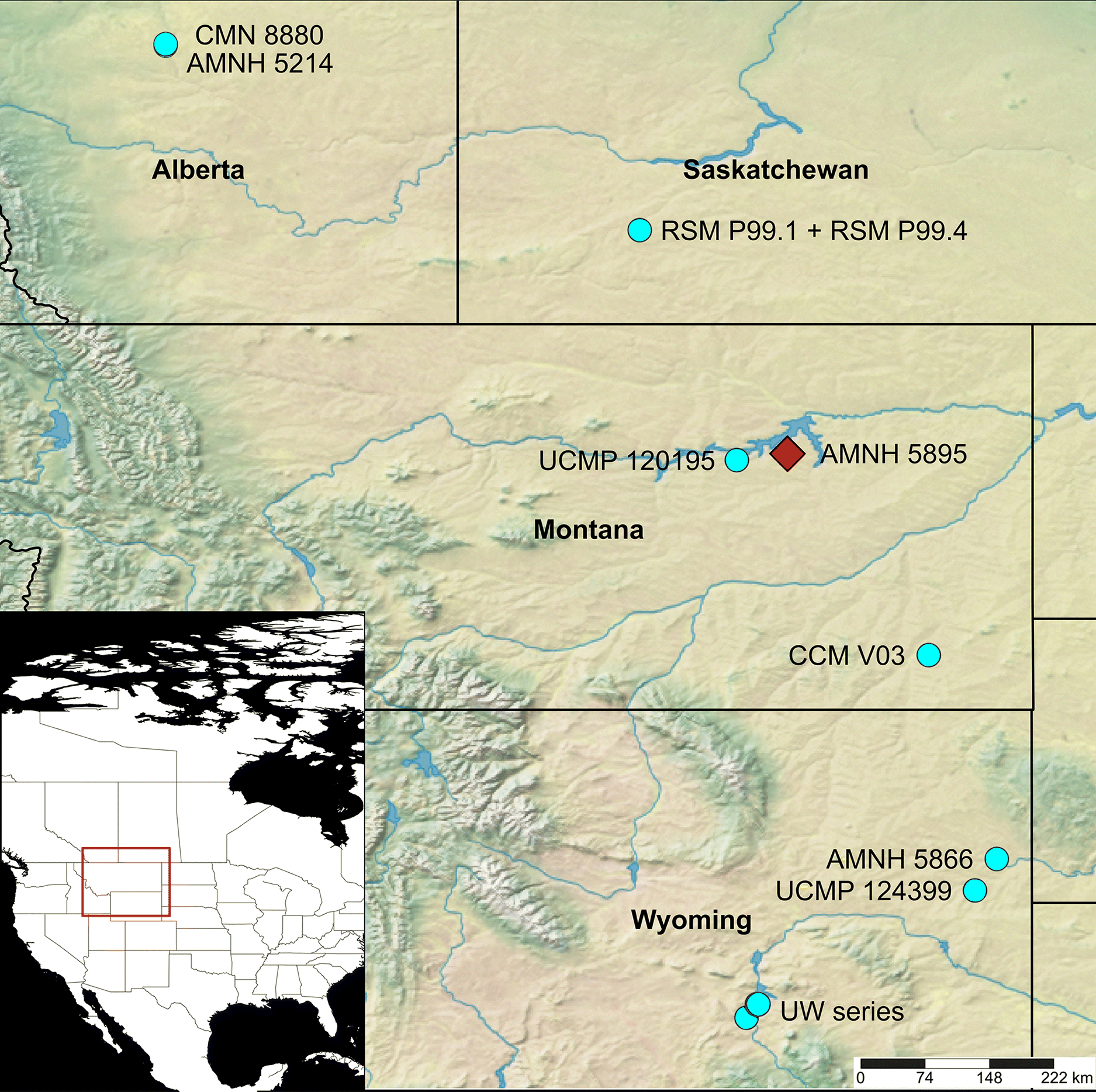
Mappa dei ritrovamenti fossiliferi di Ankylosaurus

Ankylosaurus visse tra i 70 e i 65 milioni di anni fa, nella fase finale, o Maastrichtiana, del Cretaceo superiore. Fu uno degli ultimi ultimi generi di dinosauri apparsi prima dell'evento d'estinzione di massa del Cretaceo-Paleogene. L'esemplare tipo dell'animale proviene dalla formazione Hell Creek, nel Montana, mentre altri esemplari sono stati ritrovati nelle formazioni Lance e Ferris, nel Wyoming, nella Formazione Scollard in Alberta e nella formazione Frenchman nello Saskatchewan, tutte formazioni risalenti alla fine del Cretaceo.
I fossili di Ankylosaurus sono piuttosto rari in questi sedimenti e la distribuzione dei suoi resti suggerisce che fosse ecologicamente raro, o limitato agli altopiani delle formazioni piuttosto che alle pianure costiere, dove i suoi resti avrebbero avuto maggiore possibilità di fossilizzarsi. Nello stesso habitat dell'animale, visse anche un altro anchilosauro nodosauride, chiamato Denversaurus (precedentemente denominato Edmontonia sp.), tuttavia sembra che i due animali non siano mai entrati in competizione per il cibo o il territorio, in quanto quest'ultimo sembra aver preferito le pianure. Inoltre lo stretto muso del Denversaurus suggerisce che quest'ultimo avesse una dieta più selettiva rispetto ad Ankylosaurus, indicando un'ulteriore separazione ecologica.

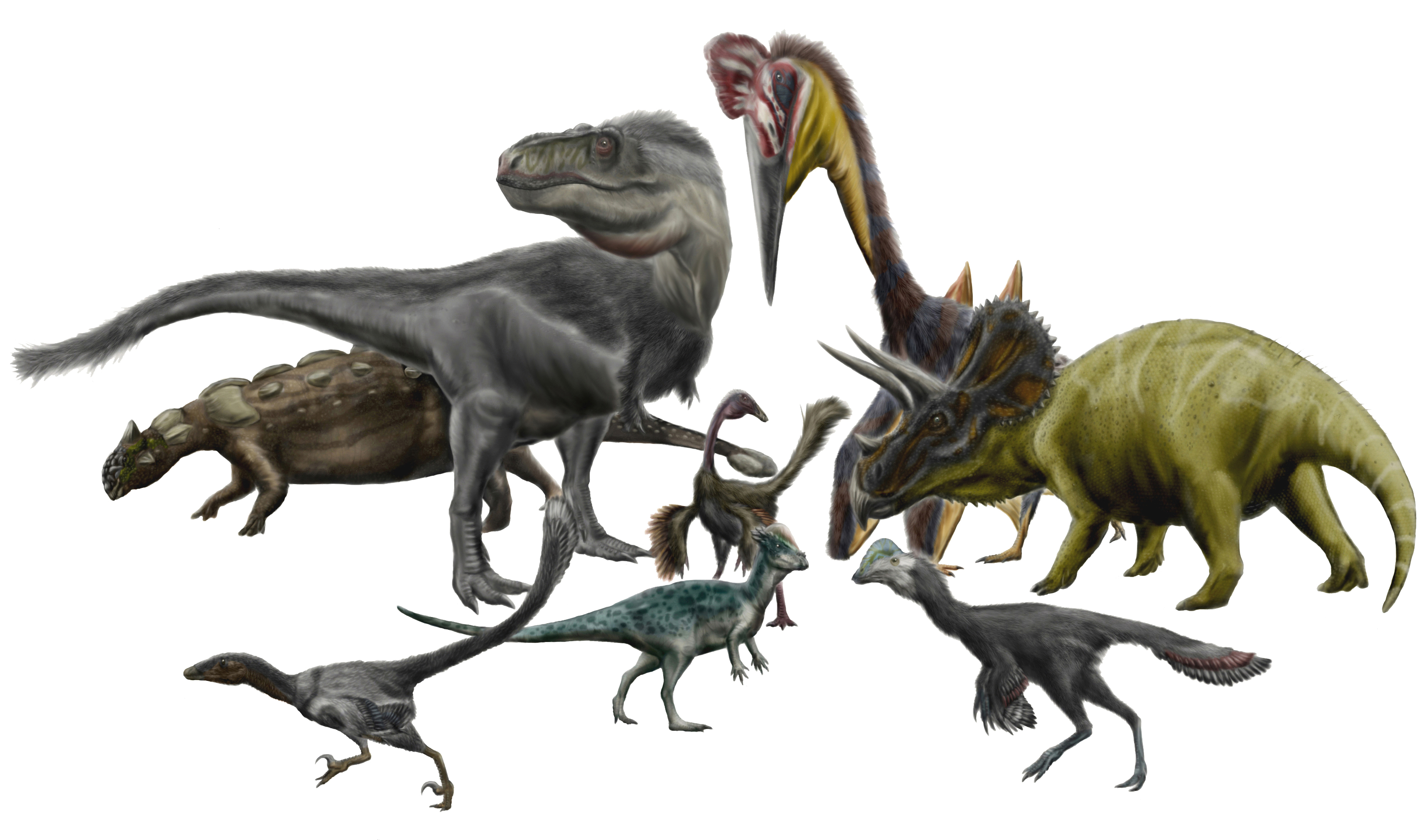
Ankylosaurus (dietro a sinistra) e altri animali della Formazione Hell Creek

Con il suo basso centro di gravità, Ankylosaurus non sarebbe stato in grado di abbattere alberi come fanno oggi gli elefanti. Era anche incapace di masticare la corteccia, per cui è improbabile che si nutrisse di essa. Una volta adulto, Ankylosaurus sembrava prediligere una vita solitaria (anche se alcuni ankylosauri sembrano essersi radunati in gruppi da giovani). Quindi, sebbene fosse un grande erbivoro con requisiti energetici simili, è improbabile che Ankylosaurus fosse in grado di modificare il paesaggio del suo ecosistema, come fanno oggi gli elefanti; questo ruolo di "ingegneri dell'ecosistema" era forse ricoperto dagli hadrosauridi.
Le formazioni in cui sono stati rinvenuti fossili di Ankylosaurus rappresentano diverse sezioni della sponda occidentale del mare interno occidentale che divideva l'America settentrionale in occidentale e orientale durante il Cretaceo, che all'epoca rappresentavano ampie pianure costiere che si estendevano dalla costa ovest alle neonate Montagne Rocciose. Queste formazioni sono composte in gran parte da arenaria e argilla, attribuite ad ambienti delle pianure alluvionali. Le regioni in cui sono stati trovati i fossili di Ankylosaurus e altri ankylosauri del tardo Cretaceo avevano un clima caldo subtropicale/temperato, ma anche monsonico, con piogge occasionali, tempeste tropicali e incendi boschivi. Nella formazione di Hell Creek, crescevano diversi tipi di piante, principalmente angiosperme, con conifere meno comuni, felci e cicadee. Un'abbondanza di foglie fossili trovate in dozzine di siti diversi indica che l'area era in gran parte boschiva. L'Ankylosaurus condivideva il suo habitat con altri dinosauri che includevano i ceratopsidi Triceratops e Torosaurus, il parksosauride Thescelosaurus, l'hadrosauride Edmontosaurus, il nodosauride Denversaurus, il pachycephalosauro Pachycephalosaurus, e i teropodi Anzu, Struthiomimus, Ornithomimus, Dakotaraptor, Acheroraptor, diversi troodontidi, e Tyrannosaurus.

## Nella cultura di massa

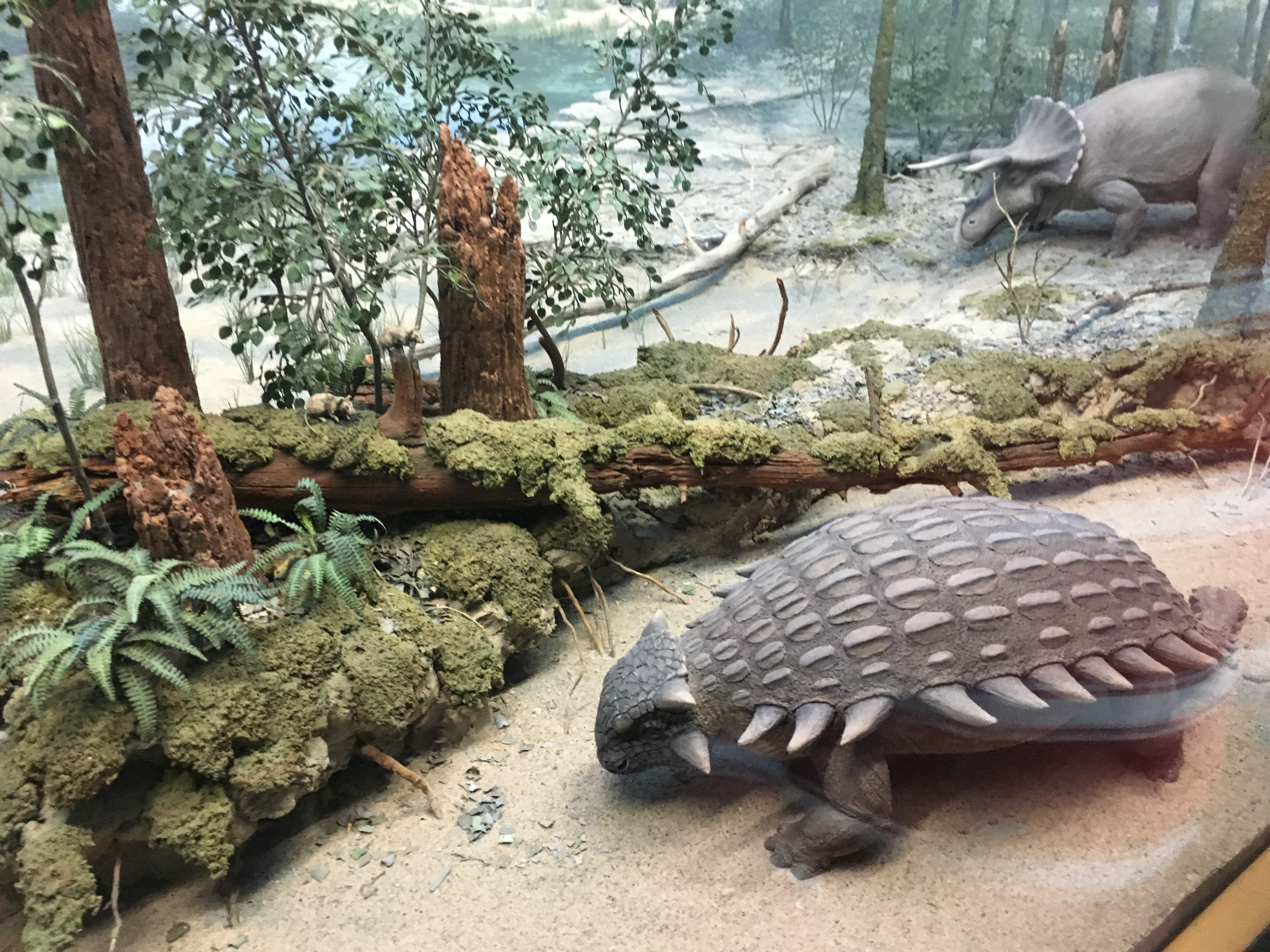
Replica del modello di Ankylosaurus della Fiera Mondiale del 1964 (oggi obsoleta ed inaccurata per via della coda strisciante e le punte sui fianchi), al Royal Alberta Museum

Nel 2004, Carpenter notò come Ankylosaurus era divenuto il membro archetipico del suo gruppo e l'ankylosauro più conosciuto dal grande pubblico, forse anche grazie ad una sua ricostruzione a grandezza naturale presentata alla Fiera Mondiale di New York del 1964. Nel 2017, Arbor e Mallon definirono Ankylosaurus come un dinosauro "iconico" e notarono come la scultura dell'Esposizione Universale, così come il murale dell'artista americano Rudolph Zallinger del 1947, The Age of Reptiles, e altre rappresentazioni popolari successive, mostravano Ankylosaurus insieme ad altri dinosauri popolari rendendolo uno tra i generi più conosciuti con il suo aspetto da del "carro armato vivente". Molte raffigurazioni popolari tradizionali mostrano Ankylosaurus con una postura accovacciata e con un'enorme mazza caudale trascinata sul terreno. Le ricostruzioni moderne mostrano l'animale con una postura degli arti più eretta e con la coda sollevata da terra. Allo stesso modo, le grandi spine che sporgono lateralmente dal corpo (simili a quelle degli anchilosauri nodosauridi) presenti in molte raffigurazioni d'epoca, non sono in realtà mai state ritrovate in nessuno degli esemplari di Ankylosaurus. L'armatura di Ankylosaurus è stata spesso confusa con quella di Edmontonia (precedentemente denominato Palaeoscincus); oltre ad Ankylosaurus raffigurato con spine laterali, Edmontonia è stato a lungo raffigurato con una mazza caudale simile a quella di Ankylosaurus (una caratteristica assente nei nodosauridi), incluso in un murale dell'artista americano Charles R. Knight, del 1930.
L'animale fa parte del franchise di Jurassic Park, apparendo per la prima volta in un piccolo cameo in Jurassic Park III (2001), per poi divenire una presenza più ricorrente all'interno della trilogia di Jurassic World, dove però viene rappresentato con un design piuttosto inaccurato, presentando una corazza a fasce come quella di un armadillo, spine lungo i fianchi, dimensioni esagerate, zampe allungate e cranio e mazza caudale di una forma completamente diversa, oltre alla capacità di correre a grandi velocità, abilità e scelte di design che sono state piuttosto criticate dai paleontologi. Ankylosaurus appare con questo design in Jurassic World (2015), Jurassic World - Il regno distrutto (2018), Jurassic World - Il dominio (2022), Jurassic World - La rinascita (2025),  nelle serie Jurassic World - Nuove avventure e Jurassic World - Teoria del caos, in quest'ultime due un giovane esemplare dal carapace azzurro e con un corno asimmetrico soprannominato Bumpy è uno dei protagonisti. Il regista del primo e del terzo film Colin Trevorrow ha rivelato in alcune interviste che Ankylosaurus è uno dei suoi dinosauri preferiti, motivo per cui l'animale spicca più di altri.